# 頭文字D
『頭文字D』（イニシャル・ディー、英語表記: Initial D） は、しげの秀一による走り屋をテーマにした漫画作品。および、漫画を原作にしたテレビアニメ、映画。通称「イニD」。『週刊ヤングマガジン』（講談社）にて、1995年30号から2013年35号まで連載された。
2022年12月時点で累計発行部数は5600万部を突破している。アニメの関連CDは70万枚、ビデオとDVDは合わせて50万本を販売している。

## 概要
峠道において自動車を暴走させることを目的とする走り屋の若者たちを描いた作品である。
峠の走り屋を扱うしげのの漫画作品としては、『バリバリ伝説』『トンネルぬけたらスカイ☆ブルー』に続く3作品目となる。本作ではアマチュアドライバーの主人公が関東各地の走り屋との対戦を重ねながら、“公道最速”を目指していく姿が描かれている。また、主人公が属する精鋭走り屋「プロジェクトD」の県外遠征を、各エリアの有力走り屋が迎えうつという対抗戦も本作の特徴である。
作中の主な舞台となる秋名山（あきなさん）は架空の地名で、上毛三山のひとつである榛名山がモデル。その他の地名は実名。
作品の舞台となる年代は、第1話の冒頭に199X年と表記されている。だが、三菱・ランサーエボリューションVII（2001～）や日産・フェアレディZ（Z33型）（2002～）などと2000年代前半、新劇場版のエキストラに至ってはダイハツ・ソニカ(2006～)や30プリウス(2009～)など2000年代後半に発売された車も登場しており、現実とは時間軸が異なる。
作品タイトル「D」の意味は、「ドリフト（drift）のD」であると作者が発言している。一方で、プロジェクトDの「D」に関しては、作中で高橋涼介が複数の意味を持つ言葉であるように語っているが、その一つは「Dream（夢）」である。

## 反響

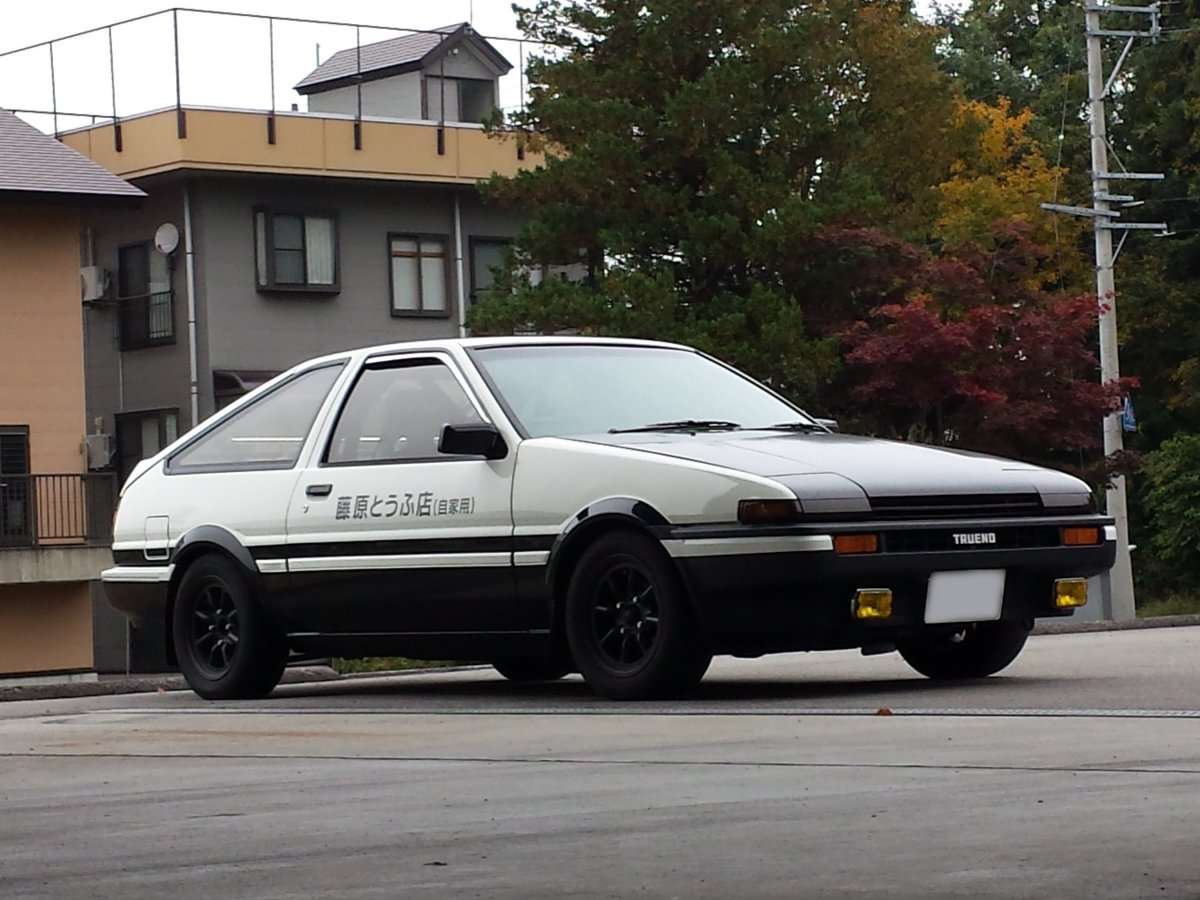
主人公の愛車となるトヨタ・スプリンタートレノAE86　3ドア

主人公の藤原拓海が公道バトルで乗るAE86型トヨタ・スプリンタートレノ、通称「ハチロク」は1987年に生産を終了していたが、本作の人気に伴い中古車市場価格が高騰する現象を生んだ。AE86自体、本作連載以前から人気は高かったものの、その中心は兄弟車のカローラレビンであり、レビンと比べてモータースポーツ参戦も少なかったトレノはレビンの半分ほどしか生産されなかった不人気車種であったが人気の逆転現象も生じた。後にそれらの現象の影響は、2012年にトヨタ自動車から発売された小型FRスポーツカー「86」を生み出したきっかけの一部ともなっている。
本作の愛読者には土屋圭市、織戸学、谷口信輝、今村陽一などのレーシングドライバーがおり、特に土屋はアニメ版の監修やハチロクのエンジン音・スキール音の収録を務め、作品に深く関わっている。アニメ版終了後に公開された新劇場版では谷口が監修やハチロクのエンジン音やスキール音の収録を務め、土屋同様に作品に深く関わっている。また2009年に刊行された増刊本『頭文字D THE MESSAGE』では土屋、谷口のほか、片山右京、新井敏弘、山野哲也、飯田章、石浦宏明、服部尚貴、中嶋悟らも本作の読者としてコメントを寄せている。
アニメ版で藤原拓海を演じた三木眞一郎や高橋啓介を演じた関智一なども影響を受け、三木は拓海の愛車である「ハチロク」を購入し、関は当初所持していなかった自動車運転免許を取得。また、中里毅を演じた檜山修之も「この作品をもっと早く知っていたらスカイラインGT-R（R32）に乗っていたかもしれない」とコメントしている。
作中に登場する技術「溝落とし」や「インベタのさらにイン」などを実際に真似ようとする者が現れるようになったため、連載途中およびテレビアニメ版では読者・視聴者に対して「道路交通法を守り、安全運転を心がけてください」と注意喚起するメッセージが表示されるようになった。
実写映画化の際、主人公の実家の豆腐店として登場した藤野屋豆腐店は映画撮影後も「藤原豆腐店」の看板を掲げて営業を継続したが、店主の高齢化と土地区画整理事業により2007年頃に閉店した。2009年の建物解体後、周辺は区画整理で新興住宅地や道路となっており、跡地には店舗があったことを示す看板がわずかに残るのみとなっているが、実際に店舗で使われていた看板などは伊香保おもちゃと人形自動車博物館に移設され、館内で当時の姿が再現されている。
本作のパロディとして、自動車を鉄道車両に置き換えた同人誌作品『電車でD』が存在し、同作における藤原拓海は阪急2000系電車 (初代)に乗務している。2014年の新劇場版公開に際して開催されたイベント「新劇場版『頭文字D』Legend1-覚醒-公開記念86“超”夏祭りin Daiba at MEGA WEB」では、コミックマーケット86との連動企画で『電車でD』のポスターがMEGA WEBに展示された。これに際しては、講談社から了承を得たことも明らかにされている。
本作品の主な舞台となった群馬県渋川市では、2020年頃からアニメや漫画のファンが舞台になった場所を訪れる「アニメツーリズム」を推進しており、本作品の絵柄が描かれたマンホールの設置、ラッピングバスの運行（群馬バス・関越交通）などを行っている。
日本国外でも日本車愛好家を中心に高い人気があり、テレビ東京の「YOUは何しに日本へ?」ではドイツ人のファンがハチロクをレンタルして本作の聖地巡礼をする様子が放送された。また、本職のラリードライバーにも本作の存在は知られており、オリバー・ソルベルグは2022年の世界ラリー選手権（WRC）ラリージャパンの開催前に、本作第1巻の表紙を自画像風にアレンジした画像を投稿している
また、同年に史上最年少で王者となったトヨタのカッレ・ロバンペラも、SS18恵那のステージ後インタビューで「頭文字Dのように豆腐を運んだよ」と冗談混じりでコメントしている。次戦となる2023年のWRC初戦ラリー・モンテカルロでは、ニコライ・グリヤジンがシュコダ・ファビア ラリー2の側面に「藤原とうふ店（自家用）」の文字レタリングを施して参戦し、名所チュリニ峠で最速タイムを叩き出したほか、2024年はラリージャパンにおいてシトロエン・C3のラリー2仕様を拓海のAE86仕様のカラーリングに変更して参戦している。

## あらすじ
コミックス17巻 Vol.191 / アニメThird Stageをターニングポイントとして、大きく高校生時代とプロジェクトD編に分かれる。さらにアニメでは、高校生時代をFirst StageからThird Stage（劇場版）、プロジェクトD編をFourth StageからFinal Stageと、各3ステージに細分化される。

### 高校生時代

#### アニメFirst Stage
藤原拓海（ふじわら たくみ）は群馬県渋川市に住む一見ごく普通の高校生だが、父が営む「藤原とうふ店」の配送を中学生時代から手伝い、秋名山の峠道で日々AE86型（ハチロク）スプリンタートレノを走らせるうちに、非凡なドライビングテクニックを身に着けていた。それは全て、かつて「伝説の走り屋」と言われていた父・藤原文太（ふじわら ぶんた）による英才教育であった。ある日、赤城山を本拠地とするチーム「赤城レッドサンズ」のナンバー2・高橋啓介（たかはし けいすけ）に勝利したことで、「秋名のハチロク」の噂は群馬県内全域に広まっていく。

#### アニメSecond Stage
啓介の兄でレッドサンズのリーダーを務める高橋涼介（たかはし りょうすけ）に勝利を収め、「秋名のハチロク」の名声は名実ともに群馬県内の走り屋達に知れ渡る。しかしそれとは裏腹に、ハチロクのエンジンは限界を迎え始めていた。そんな中、栃木県日光市のいろは坂を本拠地とするランエボ軍団「エンペラー」が群馬エリアへ侵攻。その攻勢はついに秋名にまで及び、拓海は最新のメカニズムで武装したランエボの挑戦を受けることになる。一方、文太もハチロクの限界を察知し、エンジンブローに備えて非公式なルートで新たなエンジンを入手していた。

#### アニメThird Stage
高橋涼介に、以前より計画していた群馬県外遠征チームへの参加を要請された拓海は、自らの走りに限界を感じ始め、「速くなるためには知識が必要」との涼介の指摘に心を動かされる。これまで状況に流されるままバトルを受ける拓海だったが、手練の走り屋たちの挑戦を経て、次第に自分の才能と夢を見つめなおすようになっていった。

### プロジェクトD編

#### アニメFourth Stage
やがて、拓海は「頂点に立つドライバーになる」という夢を持ち、高橋涼介が設立した群馬選抜チーム「プロジェクトD」のメンバーに加わる。プロジェクトDは「1年間のみの限定活動」「関東完全制圧」を謳い、拓海がダウンヒル（下り）、啓介がヒルクライム（上り）を受け持つダブルエース体制で、県外の名だたる峠道へ遠征する。拓海は愛車ハチロクを自在に操り、誰の目にも圧倒的に速いと思える車を相手に対等な勝負を繰り広げ、公道最速伝説を築いていく。

#### アニメFifth Stage
栃木県、埼玉県、茨城県を制覇した「プロジェクトD」の活動は、最後にして最難関の神奈川県へと舞台を移す。そこには北条豪（ほうじょう ごう）率いる「サイドワインダー」による「4段階の防衛ライン」が敷かれていた。一方で神奈川県内では、「死神GT-R」の出没情報が多数報告されていた。その死神GT-Rの正体が、かつての自身の先輩である北条凛（ほうじょう りん）だと知る涼介は、チームの活動とは別に超高速コース・箱根ターンパイクで互いの生死を賭けたバトルを計画する。

#### アニメFinal Stage
「プロジェクトD」vs「サイドワインダー」神奈川最終戦。拓海と対戦する「サイドワインダー」ダウンヒル担当ドライバー・乾信司（いぬい しんじ）もまた、ハチロクを操る強敵であった。最強の敵を相手に、最後の闘いの火蓋が切って落とされる。

## 書誌情報

### 単行本
- しげの秀一 『頭文字D』 講談社〈ヤンマガKC〉、全48巻
  1. 1995年11月2日発売[20]、ISBN 4-06-323567-X
  2. 1996年2月3日発売[21]、ISBN 4-06-323583-1
    - 巻末に主人公によるドリフト講座（前編）が収録されている。
    - 初版本にタイトルロゴの白い3本線が黒いミスプリント本が出版された（発行部数全体の10分の1程度）[22]。

  3. 1996年5月2日発売[23]、ISBN 4-06-323583-1
    - 巻末に主人公によるドリフト講座（後編）が収録されている。

  4. 1996年8月3日発売[24]、ISBN 4-06-336613-8
  5. 1996年12月4日発売[25]、ISBN 4-06-336637-5
  6. 1997年2月4日発売[26]、ISBN 4-06-336650-2
    - 巻末にスタジオS・S・Oの制作スタッフ紹介が収録されている。

  7. 1997年6月4日発売[27]、ISBN 4-06-336670-7
  8. 1997年9月3日発売[28]、ISBN 4-06-336686-3
    - 巻末にキャラクターアンケートの集計結果が収録されている。

  9. 1997年12月3日発売[29]、ISBN 4-06-336706-1
  10. 1998年2月4日発売[30]、ISBN 4-06-336718-5
  11. 1998年4月30日発売[31]、ISBN 4-06-336736-3
  12. 1998年8月4日発売[32]、ISBN 4-06-336751-7
  13. 1998年11月4日発売[33]、ISBN 4-06-336765-7
    - 巻末に連載3周年150回記念の原作者インタビューが収録されている。

  14. 1999年3月3日発売[34]、ISBN 4-06-336786-X
  15. 1999年5月1日発売[35]、ISBN 4-06-336799-1
  16. 1999年8月4日発売[36]、ISBN 4-06-336818-1
    - 巻末に原作者コメントが収録されている。

  17. 1999年12月17日発売[37]、ISBN 4-06-336840-8
  18. 2000年4月4日発売[38]、ISBN 4-06-336860-2
  19. 2000年8月2日発売[39]、ISBN 4-06-336887-4
  20. 2000年12月22日発売[40]、ISBN 4-06-336919-6
  21. 2001年4月25日発売[41]、ISBN 4-06-336948-X
  22. 2001年9月3日発売[42]、ISBN 4-06-336969-2
  23. 2001年12月26日発売[43]、ISBN 4-06-361012-8
  24. 2002年6月3日発売[44]、ISBN 4-06-361043-8
  25. 2002年10月31日発売[45]、ISBN 4-06-361073-X
  26. 2003年3月3日発売[46]、ISBN 4-06-361118-3
  27. 2003年9月4日発売[47]、ISBN 4-06-361145-0
  28. 2004年3月4日発売[48]、ISBN 4-06-361209-0
  29. 2004年8月5日発売[49]、ISBN 4-06-361253-8
  30. 2004年11月27日発売[50]、ISBN 4-06-361283-X
    - 巻末にヤングマガジンGT増刊2001年1月10日号『頭文字D番外編 ウエストゲート』が収録されている。

  31. 2005年6月4日発売[51]、ISBN 4-06-361327-5
  32. 2005年11月20日発売[52]、ISBN 4-06-361381-X
  33. 2006年8月4日発売[53]、ISBN 4-06-361462-X
    - 巻末にヤングマガジンGT増刊2001年9月1日号『頭文字D番外編 ウエストゲート2』が収録されている。

  34. 2006年11月27日発売[54]、ISBN 4-06-361488-3
  35. 2007年5月2日発売[55]、ISBN 978-4-06-361552-4
  36. 2007年10月5日発売[56]、ISBN 978-4-06-361598-2
  37. 2008年4月28日発売[57]、ISBN 978-4-06-361664-4
  38. 2008年12月26日発売[58]、ISBN 978-4-06-361723-8
  39. 2009年7月6日発売[59]、ISBN 978-4-06-361822-8
    - 7月6日発売の初版本に乱丁が発生し、一旦発売中止となり自主回収後[60]、7月24日に再発売された。

  40. 2009年12月26日発売[61]、ISBN 978-4-06-361854-9
  41. 2010年8月6日発売[62]、ISBN 978-4-06-361918-8
  42. 2011年1月6日発売[63]、ISBN 978-4-06-361980-5
  43. 2011年7月6日発売[64]、ISBN 978-4-06-382048-5
  44. 2012年1月6日発売[65]、ISBN 978-4-06-382123-9
  45. 2012年6月6日発売[66]、ISBN 978-4-06-382181-9
  46. 2013年1月4日発売[67]、ISBN 978-4-06-382256-4
  47. 2013年8月6日発売[68]、ISBN 978-4-06-382344-8
  48. 2013年11月6日発売[69]、ISBN 978-4-06-382377-6
    - 巻末にヤングマガジン1999年第7号、第8号『頭文字D番外編 インパクトブルーの彼方に 前後編』および月刊少年ライバル2008年6月号『頭文字D番外編 拓海外伝』が収録されている。

### 廉価版
以下作品は講談社（講談社プラチナコミックス）より刊行されている。またアンコール刊行も度々行われており、本記事では「アンコール刊行」（1回目のアンコール刊行）、「アンコール刊行！」（2回目のアンコール刊行）と表記している。
- 『頭文字D 伝説誕生編Vol.1』2004年9月1日発売[70]、ISBN 4-06-353350-6
  - 「アンコール刊行」2007年10月10日発売[71]、ISBN 978-4-06-374050-9
- 『頭文字D 伝説誕生編Vol.2』2004年10月6日発売[72]、ISBN 4-06-353373-5
  - 「アンコール刊行」2007年10月24日発売[73]、ISBN 978-4-06-374052-3
- 『頭文字D 伝説誕生編Vol.3』2004年10月18日発売[74]、ISBN 4-06-353383-2
  - 「アンコール刊行」2007年11月14日発売[75]、ISBN 978-4-06-374058-5
- 『頭文字D 伝説誕生編Vol.4』2004年11月2日発売[76]、ISBN 4-06-353398-0
  - 「アンコール刊行」2007年11月28日発売[77]、ISBN 978-4-06-374067-7
- 『頭文字D 伝説誕生編Vol.5』2004年11月17日発売[78]、ISBN 4-06-353408-1
  - 「アンコール刊行」2007年12月12日発売[79]、ISBN 978-4-06-374080-6
- 『頭文字D 群馬エリア編Vol.1』2005年7月20日発売[80]、ISBN 4-06-371580-9
- 『頭文字D 群馬エリア編Vol.2』2005年8月3日発売[81]、ISBN 4-06-371595-7
- 『頭文字D 群馬エリア編Vol.3』2005年8月17日発売[82]、ISBN 4-06-371599-X
- 『頭文字D 群馬エリア編Vol.4』2005年9月7日発売[83]、ISBN 4-06-371616-3
- 『頭文字D 拓海個人遠征編Vol.1』2006年7月5日発売[84]、ISBN 4-06-371772-0
- 『頭文字D 拓海個人遠征編Vol.2』2006年7月19日発売[85]、ISBN 4-06-371779-8
- 『頭文字D 拓海個人遠征編Vol.3』2006年8月2日発売[86]、ISBN 4-06-371790-9
- 『頭文字D 拓海個人遠征編Vol.4』2006年8月16日発売[87]、ISBN 4-06-371798-4
- 『頭文字D 拓海個人遠征編Vol.5』2006年9月6発売[88]、ISBN 4-06-371811-5
- 『頭文字D プロジェクトD始動編Vol.1』2007年7月18日発売[89]、ISBN 978-4-06-371987-1
- 『頭文字D プロジェクトD始動編Vol.2』2007年8月1日発売[90]、ISBN 978-4-06-371998-7
- 『頭文字D プロジェクトD始動編Vol.3』2007年8月15日発売[91]、ISBN 978-4-06-374007-3
- 『頭文字D プロジェクトD始動編Vol.4』2007年9月5日発売[92]、ISBN 978-4-06-374018-9
- 『頭文字D プロジェクトD始動編Vol.5』2007年9月19日発売[93]、ISBN 978-4-06-374025-7
- 『頭文字D 走り屋誕生編Vol.1 登場！ 秋名の下りスペシャリスト』2012年4月11日発売[94]、ISBN 978-4-06-375043-0
  - 「アンコール刊行」2014年7月9日発売[95]、ISBN 978-4-06-378038-3
  - 「アンコール刊行！」2017年12月27日発売[96]、ISBN 978-4-06-510902-1
- 『頭文字D 走り屋誕生編Vol.2 決闘！ 妙義ナイトキッズ』2012年4月25日発売[97]、ISBN 978-4-06-375044-7
  - 「アンコール刊行」2014年7月23日発売[98]、ISBN 978-4-06-378040-6
  - 「アンコール刊行！」2018年1月24日発売[99]、ISBN 978-4-06-510903-8
- 『頭文字D 走り屋誕生編Vol.3 激走！ 高橋涼介＆青のシルエイティ』2012年5月9日発売[100]、ISBN 978-4-06-375053-9
  - 「アンコール刊行」2014年8月12日発売[101]、ISBN 978-4-06-378042-0
  - 「アンコール刊行！」2018年2月7日[102]、ISBN 978-4-06-510904-5
- 『頭文字D 走り屋群雄割拠編Vol.1 群馬エリア風雲急！ ランエボ軍団の侵攻』2012年5月23日発売[103]、ISBN 978-4-06-375059-1
  - 「アンコール刊行」2014年8月27日発売[104]、ISBN 978-4-06-378047-5
  - 「アンコール刊行！」2018年2月21日発売[105]、ISBN 978-4-06-510905-2
- 『頭文字D 走り屋群雄割拠編Vol.2 玉砕上等！ ハチロク最後の戦い』2012年6月13日発売[106]、ISBN 978-4-06-375070-6
  - 「アンコール刊行」2014年9月10日発売[107]、ISBN 978-4-06-378049-9
  - 「アンコール刊行！」2018年3月7日発売[108]、ISBN 978-4-06-511087-4
- 『頭文字D 新生ハチロク編Vol.1 赤城山燃ゆ！ 猛者たちの饗宴』2012年6月27日発売[109]、ISBN 978-4-06-375078-2
  - 「アンコール刊行」2014年9月24日発売[110]、ISBN 978-4-06-378054-3
  - 「アンコール刊行！」2018年3月20日発売[111]、ISBN 978-4-06-511088-1
- 『頭文字D 新生ハチロク編Vol.2 拓海覚醒！ 個人遠征バトル』2012年7月11日日発売[112]、ISBN 978-4-06-375090-4
  - 「アンコール刊行」2014年10月8日発売[113]、ISBN 978-4-06-378076-5
  - 「アンコール刊行！」2018年4月11日[114]、ISBN 978-4-06-511230-4
- 『頭文字D 新生ハチロク編Vol.3 公道の申し子！ 因縁の親子対決』2012年7月25日発売[115]、ISBN 978-4-06-375095-9
  - 「アンコール刊行」2014年10月22日発売[116]、ISBN 978-4-06-378077-2
  - 「アンコール刊行！」2018年4月25日発売[117]、ISBN 978-4-06-511231-1
- 『頭文字D プロジェクトD始動編Vol.1 栃木の雄！ セブンスターリーフ』2012年8月8日発売[118]、ISBN 978-4-06-377607-2
  - 「アンコール刊行」2014年11月12日発売[119]、ISBN 978-4-06-378080-2
  - 「アンコール刊行！」2018年5月9日発売[120]、ISBN 978-4-06-511434-6
- 『頭文字D プロジェクトD始動編Vol.2 最強走り屋集団・東堂塾への挑戦！』2012年8月22日発売[121]、ISBN 978-4-06-377614-0
  - 「アンコール刊行」2014年11月26日発売[122]、ISBN 978-4-06-378087-1
  - 「アンコール刊行！」2018年5月23日発売[123]、ISBN 978-4-06-511435-3
- 『頭文字D プロジェクトD始動編Vol.3 初めての難関！ 東堂塾戦、決着！』2012年9月12日発売[124]、ISBN 978-4-06-377637-9
  - 「アンコール刊行」2014年12月10日発売[125]、ISBN 978-4-06-378097-0
  - 「アンコール刊行！」2018年6月13日発売[126]、ISBN 978-4-06-511623-4
- 『頭文字D 埼玉西北エリア編Vol.1 白熱！ ダブルエースVS.連合チーム』2012年9月26日発売[127]、ISBN 978-4-06-377649-2
  - 「アンコール刊行」2014年12月24日発売[128]、ISBN 978-4-06-385601-9
  - 「アンコール刊行！」2018年6月27日発売[129]、ISBN 978-4-06-511624-1
- 『頭文字D 埼玉西北エリア編Vol.2 啓介VS.渉、決着！ 迫るエリア最終戦』2012年10月10日発売[130]、ISBN 978-4-06-377661-4
  - 「アンコール刊行」2015年1月14日発売[131]、ISBN 978-4-06-385614-9
  - 「アンコール刊行！」2018年7月11日発売[132]、ISBN 978-4-06-511954-9
- 『頭文字D 埼玉西北エリア編Vol.3 罠に落ちた”D”、絶望の淵からの反撃！』2012年10月24日発売[133]、ISBN 978-4-06-377670-6
  - 「アンコール刊行」2015年1月28日発売[134]、ISBN 978-4-06-385617-0
  - 「アンコール刊行！」2018年7月25日発売[135]、ISBN 978-4-06-511955-6
- 『頭文字D 北関東最終エリア編Vol.1 峠の神様・パープルシャドウ降臨！』2012年11月14日発売[136]、ISBN 978-4-06-377680-5
  - 「アンコール刊行」2015年2月10日発売[137]、ISBN 978-4-06-385625-5
  - 「アンコール刊行！」2018年8月8日発売[138]、ISBN 978-4-06-512347-8
- 『頭文字D 北関東最終エリア編Vol.2 最強の壁！ パープルシャドウ、究極の走り！』2012年11月28日発売[139]、ISBN 978-4-06-377689-8
  - 「アンコール刊行」2015年2月25日発売[140]、ISBN 978-4-06-385627-9
  - 「アンコール刊行！」2018年8月22日発売[141]、ISBN 978-4-06-512348-5
- 『頭文字D 突入！ 神奈川エリア編Vol.1 プロジェクトD最終ステージ、開幕！』2012年12月12日発売[142]、ISBN 978-4-06-377706-2
  - 「アンコール刊行」2015年3月11日発売[143]、ISBN 978-4-06-385639-2
  - 「アンコール刊行！」2018年9月12日発売[144]、ISBN 978-4-06-512814-5
- 『頭文字D 突入！ 神奈川エリア編Vol.2 鉄壁！ 4つの防衛ライン』2012年12月26日発売[145]、ISBN 978-4-06-377714-7
  - 「アンコール刊行」2015年3月25日発売[146]、ISBN 978-4-06-385641-5
  - 「アンコール刊行！」2018年9月26日発売[147]、ISBN 978-4-06-512815-2
- 『頭文字D 神奈川エリア躍動編Vol.1 出動！ 第2防衛ライント』2013年1月09日発売[148]、ISBN 978-4-06-377721-5
  - 「アンコール刊行」2015年4月8日発売[149]、ISBN 978-4-06-385648-4
  - 「アンコール刊行！」2018年10月10日[150]、ISBN 978-4-06-513118-3
- 『頭文字D 神奈川エリア躍動編Vol.2 ゼロ理論VS.公道最速理論』2013年2月13日発売[151]、ISBN 978-4-06-377729-1
  - 「アンコール刊行」2015年4月22日発売[152]、ISBN 978-4-06-385650-7
  - 「アンコール刊行！」2018年10月24日発売[153]、ISBN 978-4-06-513119-0
- 『頭文字D 神奈川エリア躍動編Vol.3 弔鐘鳴らす死闘！ 涼介VS.死神』2013年3月13日発売[154]、ISBN 978-4-06-377743-7
  - 「アンコール刊行」2015年5月13日発売[155]、ISBN 978-4-06-385661-3
  - 「アンコール刊行！」2018年11月14日発売[156]、ISBN 978-4-06-378038-3
- 『頭文字D 最終章！ 関東最速プロジェクト編Vol.1 ヒルクライム頂上決戦！』2013年4月10日発売[157]、ISBN 978-4-06-377752-9
  - 「アンコール刊行」2015年5月27日発売[158]、ISBN 978-4-06-385664-4
  - 「アンコール刊行！」2018年11月28日発売[159]、ISBN 978-4-06-513563-1
- 『頭文字D 最終章！ 関東最速プロジェクト編Vol.2 最強最速！ 四強激突！！』2014年2月12日発売[160]、ISBN 978-4-06-377945-5
  - 「アンコール刊行」2015年6月10日発売[161]、ISBN 978-4-06-385677-4
  - 「アンコール刊行！」2018年12月12日発売[162]、ISBN 978-4-06-513838-0
- 『頭文字D 最終章！ 関東最速プロジェクト編Vol.3 疾走！ 伝説へのゴール！』2014年2月26日発売[163]、ISBN 978-4-06-377950-9
  - 「アンコール刊行」2015年6月24日発売[164]、ISBN 978-4-06-385680-4
  - 「アンコール刊行！」2018年12月26日発売[165]、ISBN 978-4-06-513839-7

### 新装版
- しげの秀一 『新装版 頭文字D』 講談社〈KCデラックス〉、全24巻
  1. 2020年11月6日発売[166]、ISBN 978-4-06-521738-2
  2. 2020年11月6日発売[167]、ISBN 978-4-06-521740-5
  3. 2020年11月6日発売[168]、ISBN 978-4-06-521739-9
  4. 2020年12月4日発売[169]、ISBN 978-4-06-521810-5
  5. 2020年12月4日発売[170]、ISBN 978-4-06-521812-9
  6. 2020年12月4日発売[171]、ISBN 978-4-06-521811-2
  7. 2021年1月6日発売[172]、ISBN 978-4-06-522005-4
  8. 2021年1月6日発売[173]、ISBN 978-4-06-522006-1
  9. 2021年1月6日発売[174]、ISBN 978-4-06-522007-8
  10. 2021年2月5日発売[175]、ISBN 978-4-06-522283-6
  11. 2021年2月5日発売[176]、ISBN 978-4-06-522282-9
  12. 2021年2月5日発売[177]、ISBN 978-4-06-522284-3
  13. 2021年3月5日発売[178]、ISBN 978-4-06-522606-3
  14. 2021年3月5日発売[179]、ISBN 978-4-06-522579-0
  15. 2021年3月5日発売[180]、ISBN 978-4-06-522580-6
  16. 2021年4月6日発売[181]、ISBN 978-4-06-522921-7
  17. 2021年4月6日発売[182]、ISBN 978-4-06-522922-4
  18. 2021年4月6日発売[183]、ISBN 978-4-06-522923-1
  19. 2021年5月6日発売[184]、ISBN 978-4-06-523342-9
  20. 2021年5月6日発売[185]、ISBN 978-4-06-523341-2
  21. 2021年5月6日発売[186]、ISBN 978-4-06-523343-6
  22. 2021年6月4日発売[187]、ISBN 978-4-06-523668-0
  23. 2021年6月4日発売[188]、ISBN 978-4-06-523669-7
  24. 2021年6月4日発売[189]、ISBN 978-4-06-523670-3

### 電子書籍
- 原作コミックス全48巻分の内容を全10巻にまとめた『頭文字D 超合本版』が2018年2月16日に提供開始となった。
  1. 2018年2月16日発売[190]
  2. 2018年2月16日発売[191]
  3. 2018年2月16日発売[192]
  4. 2018年2月16日発売[193]
  5. 2018年2月16日発売[194]
  6. 2018年2月16日発売[195]
  7. 2018年2月16日発売[196]
  8. 2018年2月16日発売[197]
  9. 2018年2月16日発売[198]
  10. 2018年2月16日発売[199]

### 公式本
- 『頭文字D 公式ガイドブック ドリドリドライバーズテキスト』1996年8月3日発売[200]、ISBN 4-06-319723-9
- 『頭文字D 公式ガイドブック ドリドリドライバーズテキスト2』1997年6月27日発売[201]、ISBN 4-06-319820-0
- 『頭文字D ペーパークラフトBook』1997年8月5日発売[202]、ISBN 4-06-319834-0
- 『頭文字D 拓海伝説』1998年11月20日発売[203]、ISBN 4-06-333996-3
- 『頭文字D ペーパークラフトBook SPECIAL VERSION』1999年7月19日発売[204]、ISBN 4-06-334230-1
- 『頭文字D 拓海のスーパードラテク77』1999年8月20日発売[205]、ISBN 4-06-334219-0
- 『頭文字D My Drive Note』著者：清水草一2000年4月19日発売[206]、ISBN 4-06-334292-1
- 『頭文字D 画集』2001年7月25日発売[207]、ISBN 4-06-330120-6
- 『頭文字D プロジェクトD伝説』著者：清水草一2004年3月5日発売[208]、ISBN 4-06-334847-4
- 『頭文字D THE MOVIE 公式ビジュアルBOOK』2005年9月12日発売[209]、ISBN 4-06-346534-9
- 『ANIMATION 頭文字D ALL ABOUT THE BATTLE』2006年8月4日発売[210]、ISBN 4-06-372165-5
- 『頭文字D -THE MESSAGE-』2009年7月6日発売[211]、ISBN 978-4-06-375742-2
- 『頭文字Dの軌跡 挑戦の記』2014年8月6日発売[212]、ISBN 978-4-06-377066-7
  - 巻頭に単行本未収録番外編としてヤングマガジン2000年第5・6合併号『センチメンタルホワイト 前後編』を収録
- 『頭文字Dの軌跡 疾走の記』2015年5月23日発売[213]、ISBN 978-4-06-377186-2
  - 巻頭に単行本未収録番外編としてヤングマガジン2001年第7号、8号、9号『旅立ちのグリーン 前中後編』を収録

## アニメーション
『頭文字D』のアニメ化は、これまでフジテレビ系列を主とする地上波放送で2シリーズ、CS放送のアニマックスで2シリーズが放送されたほか、劇場版1作とOVA5作（うち3つは総集編）も製作され、初放送から15年以上が経つ長期作品となっていた。原作が完結した2013年には、原作最後のバトルをアニメ化する『頭文字D Final Stage』の制作と、原作漫画の雰囲気を意識し序盤から再制作した『新劇場版 頭文字D』が2014年夏に公開されることが発表された。なお、新劇場版はテレビアニメ版からキャスト・スタッフが全て交代している。
本作品では車両のほとんどは3DCGで描かれており、車両の形状や挙動、エンジンやスキール音に至るまで忠実に再現している。回によっては実写シーンが導入されることがある。
First Stage放送当時はテレビアニメにCGが導入され始めた時期であったが、本作では毎週放送のスケジュールをこなした上で、走行シーンのカメラワークや背景描写のような手描きアニメでは難しかった表現にも効果を示した。当初はセルアニメのキャラクターとのマッチングに違和感があったが、CG技術の向上と視聴者の慣れによって解消されていった。車両の挙動もFourth Stageなどでは物理シミュレーターを用いており、回を追う毎に自然なものになっている。

### テレビシリーズ（初代）
頭文字D
1998年4月19日から12月6日まで、フジテレビ系列を主とする地上波各局にて放送（全26話）、以下「First Stage」と表記。エイベックスのアニメ製作事業参入第一弾作品。
頭文字D Second Stage
1999年10月15日から2000年1月21日まで、フジテレビ系列を主とする地上波各局にて放送（全13話）。
頭文字D Fourth Stage
2004年4月17日から2006年2月18日まで、CS放送のアニマックスPPVにて隔月2話を放送（全24話）。
頭文字D Fifth Stage
2012年11月9日より2013年5月10日まで、CS放送チャンネルのアニマックスPPV（パーフェクト・チョイス・プレミア1）にて毎月2話を放送（全14話）。
2014年5月18日より2014年6月1日まで、CS放送チャンネルのアニマックスにてビッグサンデーズ枠3週連続で全話を放送。
頭文字D Final Stage
2014年5月16日よりVODサービス「アニマックス PLUS」で独占先行配信が決定。（全4話）

### 劇場版（初代 / 二代目）
頭文字D Third Stage -INITIAL D THE MOVIE-
2001年1月13日より、全国東映系で公開。上映時間103分。興行収入5億2000万円。
新劇場版 頭文字D
全三部作で配給は松竹。声優陣の一新・SEB未使用等、過去のシリーズとは一線を画している。第一作『新劇場版 頭文字D Legend1 -覚醒-』は2014年8月23日公開。ヤングマガジン35周年記念作品と銘打たれている。また、全三部作とも一部の劇場では4DX版も上映された。
二作目『新劇場版 頭文字D Legend2 -闘走-』は2015年5月23日公開。興行収入1億500万円。
三作目『新劇場版 頭文字D Legend3 -夢現-』は2016年2月6日公開。興行収入1億600万円。

### OVA（初代）
頭文字D Extra Stage インパクトブルーの彼方に…
2001年3月22日、avex traxより販売。収録時間54分。
シルエイティに乗る佐藤真子と沙雪を主役とした番外編で、真子の恋愛模様も描かれている。原作の番外編である、「インパクトブルーの彼方に」（時系列はSecond Stage ACT.2頃）と「センチメンタルホワイト」（時系列はThird Stageのクリスマス頃）を元とした2本立てである。
藤原拓海が出てこない唯一の作品（池谷や沙雪の言及のみ。愛車ハチロクは登場する）。
頭文字D BATTLE STAGE
2002年5月15日、エイベックス・マーケティング・コミュニケーションズより販売。収録時間73分。
First StageからThird Stageまでのバトルシーンの総集編。First StageのCGリメイクと、原作やSecond Stageでは描かれなかった、赤城山での啓介vs清次のバトルが追加されているが、妙義山での中里と清次、赤城山での啓介と渉のバトルは収録されなかった。FDのホイール・ウイングなど、一部のパーツの微妙な変化は描かれていないほか、全キャラクターの映像・セリフも各シリーズから流用されている。
アニマックスで放送された際には一部のバトルを省略する代わりに、土屋・織戸・今村による三者対談解説コーナーが設けられる「特別編」構成となっていた。
DVDでは、特典映像として土屋・織戸・今村の3人のレーサーと、エグゼクティブプロデューサーの宇佐美廉による「雑談会」が収録されている。
頭文字D to the Next Stage 〜プロジェクトDへ向けて〜
2004年リリースのレンタルソフトおよび、2007年発売のFourth Stage DVD BOXに収録。収録時間85分。
Fourth Stageの放送前に製作された、頭文字Dの紹介番組。ドラマパートを含むFirst StageからThird Stageの総集編と、Fourth Stage製作の様子が収録されている。
頭文字D BATTLE STAGE 2
2007年5月30日、エイベックス・マーケティングより販売。収録時間78分。
Fourth Stageのバトルシーンの総集編。Fourth Stageではカットされた啓介vs川井淳郎、啓介vsスマイリー酒井のバトルが追加されている（この2つのバトルにおいては、セリフや映像も新規収録されている）。車体のCGは放送時のものから変化はないが、路面の表現が若干細かくなっている。
頭文字D Extra Stage 2 〜旅立ちのグリーン〜
2008年12月5日、エイベックス・マーケティングより販売。収録時間55分。
アニメ化10周年記念作品。「Extra Stage」に続く番外編第2弾。原作の番外編「旅立ちのグリーン」を映像化。時系列はFourth StageのACT.3頃。「Extra Stage」同様に佐藤真子と池谷の恋愛が描かれているが、こちらは池谷を主人公としている。
高橋兄弟が出てこない唯一の作品（涼介の名前のみ拓海から言及される）。
頭文字D BATTLE STAGE 3
2021年3月5日、エイベックス・ピクチャーズより販売。
Fifth StageとFinal Stageのバトルシーンの総集編。過去の2作と異なりバトル中の台詞は収録されておらず、バトル中のSEBのみの使用となっている。

### スタッフ
|                               | First Stage                           | Second Stage                                                              | Fourth Stage                                                           | Fifth Stage                              | Final Stage                     |
| ----------------------------- | ------------------------------------- | ------------------------------------------------------------------------- | ---------------------------------------------------------------------- | ---------------------------------------- | ------------------------------- |
| 原作                          | しげの秀一                            | しげの秀一                                                                | しげの秀一                                                             | しげの秀一                               | しげの秀一                      |
| 企画                          | 庄司隆三                              | 庄司隆三                                                                  | 庄司隆三                                                               | 庄司隆三                                 | 庄司隆三                        |
| エグゼクティブ プロデューサー | 宇佐美廉                              | 宇佐美廉                                                                  | 宇佐美廉                                                               | N/A                                      | N/A                             |
| プロデューサー                | 福田佳与                              | 福田佳与                                                                  | 福田佳与                                                               | 福田佳与                                 | 福田佳与                        |
| プロデューサー                | 茂垣弘道                              | N/A                                                                       | N/A                                                                    | N/A                                      | N/A                             |
| 監督                          | 三沢伸                                | 政木伸一                                                                  | 冨永恒雄                                                               | 橋本みつお                               | 橋本みつお                      |
| 脚本                          | 岸間信明                              | 岸間信明                                                                  | 岸間信明                                                               | 岸間信明                                 | 岸間信明                        |
| 脚本                          | 戸田博史                              | 戸田博史                                                                  | N/A                                                                    | N/A                                      | N/A                             |
| 監修                          | 土屋圭市 ホットバージョン編集部       | 土屋圭市 ホットバージョン編集部                                           | 土屋圭市 ホットバージョン編集部                                        | 土屋圭市 ホットバージョン編集部          | 土屋圭市 ホットバージョン編集部 |
| キャラクターデザイン          | 古瀬登                                | 佐藤正樹                                                                  | 加野晃                                                                 | 佐藤正樹                                 | 佐藤正樹                        |
| 総作画監督                    | 古瀬登                                | N/A                                                                       | N/A                                                                    | 小丸敏之                                 | N/A                             |
| メカニックデザイン            | N/A                                   | 小原渉平                                                                  | 横井秀章                                                               | 横井秀章                                 | 横井秀章                        |
| CG監督                        | 長尾聡浩                              | 長尾聡浩                                                                  | 安田兼盛                                                               | 安田兼盛                                 | 安田兼盛                        |
| 美術監督                      | 高橋和博                              | 前田実                                                                    | 番野雅好                                                               | 坂本信人                                 | 柳煥錫                          |
| 撮影監督                      | 森下成一 赤沢賢二                     | 金田貞徳                                                                  | 中村昌樹                                                               | 池上伸治                                 | 池上伸治                        |
| 音響監督                      | 三間雅文                              | 三間雅文                                                                  | 三間雅文                                                               | 三間雅文                                 | 三間雅文                        |
| 音楽                          | 勝又隆一                              | 勝又隆一                                                                  | 梅堀淳                                                                 | 梅堀淳                                   | 梅堀淳                          |
| 音楽                          | 勝又隆一                              | 勝又隆一                                                                  | DENNIS MARTIN                                                          | N/A                                      | N/A                             |
| 音楽協力                      | avex group                            | avex trax                                                                 | avex group                                                             | avex group                               | avex group                      |
| 色彩設定                      | 安斎直美                              | 島貫健次                                                                  | 西表美智代                                                             | 三笠修                                   | 三笠修                          |
| 3DCG                          | ネスト                                | ネスト                                                                    | パステル                                                               | パステル                                 | パステル                        |
| アニメーション制作            | スタジオコメット スタジオぎゃろっぷ   | パステル                                                                  | A.C.G.T.                                                               | SynergySP                                | SynergySP                       |
| アニメーション 制作協力       | N/A                                   | ゆめ太カンパニー ベガエンタテイメント アゼータ・ピクチャーズ アートランド | 武遊                                                                   | ぴえろプラス A.P.P.P. オフィスていくおふ | オフィスていくおふ（ACT.1）     |
| 制作                          | パステル                              | パステル                                                                  | オービー企画                                                           | ウェッジリンク                           | ウェッジリンク                  |
| 製作                          | プライム・ディレクション オービー企画 | プライム・ディレクション オービー企画                                     | トゥーマックス（ACT.11以前） ウェッジリンク（ACT.11以降） オービー企画 | ウェッジリンク                           | ウェッジリンク                  |

|                                 | Third Stage                     | 新劇場版                                        |
| ------------------------------- | ------------------------------- | ----------------------------------------------- |
| 原作                            | しげの秀一                      | しげの秀一                                      |
| 企画                            | 庄司隆三、林真司                | 講談社 エイベックス・ピクチャーズ               |
| エグゼクティブ プロデューサー   | 宇佐美廉                        | N/A                                             |
| プロデューサー                  | 福田佳与、長澤隆之              | 吉田雄哉、黒田康太 徳村憲一、里見哲朗           |
| 監督                            | 山口史嗣                        | 日高政光 中智仁（闘走・夢現）                   |
| 脚本                            | 戸田博史、岸間信明              | 関島眞頼                                        |
| 監修                            | 土屋圭市 ホットバージョン編集部 | グッドスマイルレーシング （谷口信輝・片岡龍也） |
| キャラクターデザイン 総作画監督 | 佐藤和巳                        | 羽田浩二                                        |
| メカニックデザイン              | 小原渉平                        | N/A                                             |
| CG監督                          | 長尾聡浩                        | N/A                                             |
| 美術監督                        | 宮前光春                        | 上原伸一                                        |
| 撮影監督                        | 宮本逸雄                        | 池田新助                                        |
| 音響監督                        | 三間雅文                        | 清水洋史                                        |
| 音楽                            | 勝又隆一                        | 土橋安騎夫                                      |
| 音楽協力                        | avex group                      | avex pictures                                   |
| 色彩設定                        | 松本真司                        | 大西峰代                                        |
| 3DCG                            | パステル                        | サンジゲン                                      |
| アニメーション制作              | スタジオディーン                | サンジゲン ライデンフィルム                     |
| アニメーション 制作協力         | シャフト                        | N/A                                             |
| 制作                            | パステル                        | 柴田和典                                        |
| 製作                            | トゥーマックス オービー企画     | 新劇場版頭文字D 製作委員会                      |

|                               | Extra Stage                      | Battle Stage                     | Battle Stage 2                   | Extra Stage 2                               | Battle Stage 3  |
| ----------------------------- | -------------------------------- | -------------------------------- | -------------------------------- | ------------------------------------------- | --------------- |
| 原作                          | しげの秀一                       | しげの秀一                       | しげの秀一                       | しげの秀一                                  | しげの秀一      |
| 企画                          | 庄司隆三                         | 庄司隆三                         | 庄司隆三                         | 庄司隆三                                    | 庄司隆三        |
| エグゼクティブ プロデューサー | 宇佐美廉                         | 宇佐美廉                         | 宇佐美廉                         | 宇佐美廉                                    | N/A             |
| プロデューサー                | 福田佳与                         | 福田佳与                         | 福田佳与                         | 福田佳与                                    | 福田佳与        |
| プロデューサー                | 久保田光俊 浅利義美              | N/A                              | N/A                              | N/A                                         | 吉田雄哉        |
| 監督                          | 山口史嗣                         | 山口史嗣                         | 山口史嗣                         | 冨永恒雄                                    | 橋本みつお      |
| 脚本                          | 戸田博史                         | N/A                              | N/A                              | 岸間信明                                    | N/A             |
| 監修                          | 土屋圭市、ホットバージョン編集部 | 土屋圭市、ホットバージョン編集部 | 土屋圭市、ホットバージョン編集部 | 土屋圭市、ホットバージョン編集部            | N/A             |
| キャラクターデザイン          | 田中穣                           | N/A                              | N/A                              | 田中穣                                      | 佐藤正樹        |
| 総作画監督                    | 田中穣                           | N/A                              | N/A                              | 田中穣                                      | N/A             |
| メカニックデザイン            | N/A                              | N/A                              | N/A                              | 横井秀章                                    | 横井秀章        |
| CG監督                        | 長尾聡浩                         | N/A                              | N/A                              | 安田兼盛                                    | 安田兼盛        |
| 美術監督                      | 竹田悠介                         | 番野雅好                         | N/A                              | 番野雅好                                    | 坂本信人 柳煥錫 |
| 撮影監督                      | N/A                              | N/A                              | N/A                              | 中村昌樹                                    | N/A             |
| 音響監督                      | 三間雅文                         | 三間雅文                         | 三間雅文                         | 三間雅文                                    | 三間雅文        |
| 音楽                          | 勝又隆一 TATSUHIKO FUYUNO        | N/A                              | N/A                              | 梅堀淳                                      | 梅堀淳          |
| 音楽                          | 勝又隆一 TATSUHIKO FUYUNO        | N/A                              | N/A                              | 勝又隆一 DENNIS MARTIN 小倉大作、伊藤佳奈子 | N/A             |
| 音楽協力                      | avex group                       | avex group                       | avex entertainment               | avex entertainment                          | N/A             |
| 色彩設定                      | 日比野仁                         | N/A                              | N/A                              | 西表美智代                                  | N/A             |
| 3DCG                          | ネスト                           | パステル                         | パステル                         | パステル                                    | N/A             |
| アニメーション制作            | N/A                              | N/A                              | A.C.G.T.                         | A.C.G.T.                                    | N/A             |
| アニメーション 制作協力       | シャフト                         | N/A                              | N/A                              | 武遊                                        | N/A             |
| 制作                          | パステル                         | パステル                         | N/A                              | N/A                                         | N/A             |
| 制作                          | N/A                              | オービー企画                     | オービー企画                     | オービー企画                                | N/A             |
| 製作                          | オービー企画                     | オービー企画                     | オービー企画                     | オービー企画                                | N/A             |
| 製作                          | トゥーマックス                   | トゥーマックス                   | ウェッジリンク                   | ウェッジリンク                              | ウェッジリンク  |

※ゲーム作品に関する詳細は「頭文字D ARCADE STAGE」を参照

### アニメに関する備考
- 原作は、庄司慎吾戦の次に高橋涼介戦〜佐藤真子&沙雪戦〜ナイトキッズ交流戦〜エンペラー登場となるが、First Stageは高橋涼介戦で最終回になるように、佐藤真子&沙雪戦〜ナイトキッズ交流戦〜高橋涼介戦という構成となり、エンペラーはSecond Stageからの登場となった。
- アニメおよび新劇場版ではナレーションは一切なく、原作で見られる解説は主に高橋涼介や池谷浩一郎、立花祐一など、バトルに参加していないメンバーが代わって担当している。テレビ放送時の次回予告は、史浩役の細井治がDJ風に行っていた[注 27]。同作品のタイトルコールやアイキャッチも、細井が多くを担当している[注 28]。
- First StageおよびSecond StageのDVD版ではOPに効果音が追加されている。

First Stageではこれに加えて本放送版及びVHS版から一部BGMと効果音がSecond Stageのものに差し替えになっている。
ただし、一部の動画配信サイトでは現在でも本放送版が配信されており差し替え前のものも視聴可能である。北米版DVDは日本語音声が差し替え前、英語音声が差し替え後の構成になっている。
- アニメではThird Stage以降の登場人物の喫煙シーンが大幅にカットされている。Third Stage以降で喫煙したシーンのあるキャラは藤原文太、立花祐一、東堂のみ。
  - 新劇場版では文太以外の喫煙シーンは無い。なお新劇場版を基準としたパチスロ版では中里が喫煙するシーンが存在する。
- Fourth Stage以降に登場する車種の一部は、アニメではボディカラーが変更されている。また初期に登場するチームのロゴは原作・テレビシリーズ・新劇場版で異なっているものがある。
- Second Stage以降からは、ナンバープレートが表現されている。このナンバープレートの数字は、通常の4桁の後ろにもう一桁加えた5桁の数字で構成されている[注 30]。
  - 一部マシンのナンバープレートが語呂合わせになっている場合がある[注 31]。
  - 実写版ではナンバーがフィルタ処理されているが、拡大時の3桁ナンバー[注 32]を除くとアニメと同じ数字である。
  - 新劇場版ではナンバーが一新され、通常の4桁であるが1桁目と2桁目の間にハイフンが付加されたものとなっている[注 33]。また地名は峠の名前となっている[注 34]。ただし、初期の告知映像ではアニメ版同様5桁のナンバープレートを用いていた。続編にあたるMFゴーストのアニメにおいても新劇場版仕様のナンバーが使われ、「藤沢」「小田原」「湾岸」などといった存在しない地名が用いられている。
- KBS京都、毎日放送、テレビ愛知、アニマックスでの放送の際、京都府京都市南区にあるAE86専門店「カーランド」のCMが流されていた[注 35]。
- アニマックスでは、ほとんどのアニメがオープニング - 本編前半 - 本編後半 - 次回予告・エンディングの順（-にはCMが挿入される）で放送されているため、地上波放送時にエンディング・次回予告の順だった『頭文字D』もこの順番に変更されている。そのため、テレビ第1作最終話において、本編からそのまま引き続いてエンディングになる流れがCMでいったん途切れている。
- アニマックスは1つの回を同じ週に複数回放送する性質から、テレビ第1作19話「決着!スーパードリフト」の次回予告における文太のセリフ「ま、来週のお楽しみってとこだな」の冒頭部分がカットされ、「お楽しみってとこだな」となっている。
  - これらの変更は、一挙放送などの場合は必ずしもそうとは限らない。
- Fourth Stageの19〜24話の「パープルシャドウ」戦では、原作とバトルの順番が入れ替えられており、啓介vs星野戦が先に行われている[注 36]。
- Final Stage最終話のタイトルが「プロジェクト・ドリーム」から「ドリーム」へ変更されている[注 7]。
- 英語・韓国語吹き替え版では、BGMや効果音が一部変更されている。また、新劇場版の英語吹き替えもアニメ版のキャストが演じている。

### 音楽
音楽はエイベックス関連の楽曲が数多く使用されており、激しいカーバトルのBGMに軽快なダンス・ミュージックを流して雰囲気を盛り上げている。
オープニング、エンディングテーマは1st stage以降、その殆どをm.o.v.eが歌っており、バトルシーンにはSUPER EUROBEAT（以下SEB）が使われ、劇中のSEBはサウンドトラックとは別に、「頭文字D D Selectionシリーズ」というコンピレーションアルバムとしてリリースされている。
また、2005年9月から12月にかけて4連続シングルリリースされたm.o.v.eの各曲PVは頭文字Dとのコラボレーション企画とされ、第三弾となった「雷鳴-out of kontrol-」においては、メンバー3人がアニメのキャラクターとなって拓海の操るAE86型トレノと赤いFD3S・RX-7のバトルに巻き込まれる、という内容になっている（motsuが操るFDが先行し、助手席に座るt-kimuraがmotsuのアグレッシヴな走りに悲鳴をあげ、yuriは後追いのAE86の助手席に座って拓海のドライビングに酔いしれる、という内容である）。
新劇場版からはSEBを使用せず、日本のロックバンドの楽曲が使われているが、「Battle Digest」ではSEBを再起用している。

#### 主題歌
- テレビシリーズ「頭文字D」（全26話）
  - オープニング・テーマ1「around the world」歌：m.o.v.e（1話〜19話）
  - オープニング・テーマ2「BREAK IN2 THE NITE」歌：m.o.v.e（20話〜26話）
  - エンディング・テーマ1「Rage your dream」歌：m.o.v.e（1話〜14話）
  - エンディング・テーマ2「奇蹟の薔薇（キセキノハナ）」歌：Galla（15話〜26話[注 37]）
- テレビシリーズ「頭文字D Second Stage」（全13話）
  - オープニング・テーマ「Blazin' Beat」歌：m.o.v.e
  - エンディング・テーマ「キミがいる」歌：Galla
- 映画「頭文字D Third Stage」
  - 主題歌「Gamble Rumble」歌：m.o.v.e
  - 挿入歌「strike on」歌：m.o.v.e
  - エンディング・テーマ「JIRENMA」歌：Every Little Thing
  - エンドロール「THE RACE IS OVER」歌：Dave Rodgers
- OVA「頭文字D Extra Stage」
  - オープニング・テーマ「Get it All Right」歌：Chilu
  - エンディング・テーマ「NEXT」歌：根谷美智子&かかずゆみ
- 衛星有線テレビシリーズ「頭文字D Fourth Stage」（全24話）
  - オープニング・テーマ1「DOGFIGHT」歌：move（1話〜10話）
  - オープニング・テーマ2「Noizy Tribe」歌：m.o.v.e（11話〜24話）
  - エンディング・テーマ1「Blast My Desire」歌：m.o.v.e（1話〜10話）
  - エンディング・テーマ2「Nobody reason〜ノアの方舟」歌：m.o.v.e（11話〜24話）
- OVA「頭文字D Extra Stage 2」
  - オープニング・テーマ「蒼穹のflight」歌：m.o.v.e
  - エンディング・テーマ「Key Ring」歌：m.o.v.e
- 衛星有線テレビシリーズ「頭文字D Fifth Stage」
  - オープニング・テーマ「Raise Up」歌：m.o.v.e（1話〜14話）
  - エンディング・テーマ1「Flyleaf」歌：CLUTCHO（1話〜6話）
  - エンディング・テーマ2「夕愁想花」歌：m.o.v.e（7話〜14話）
- 衛星有線テレビシリーズ「頭文字D Final Stage」[228]
  - オープニングテーマ「Outsoar the Rainbow」歌：m.o.v.e
  - エンディングテーマ1「Gamble Rumble」歌：m.o.v.e
  - エンディングテーマ2「Rage your dream」歌：m.o.v.e ※4話目のみ
- 映画「新劇場版 頭文字D Legend1 -覚醒-」
  - エンディング・テーマ「never fear」歌：河村隆一
- 映画「新劇場版 頭文字D Legend2 -闘走-」
  - 主題歌「リザレクション」歌：BACK-ON
- 映画「新劇場版 頭文字D Legend3 -夢現-」
  - 主題歌「Chase for Dream」歌：小林竜之

#### テレビシリーズ「頭文字D」
1. 「究極のとうふ屋ドリフト」
  - SPACE BOY / DAVE RODGERS
  - NO ONE SLEEP IN TOKYO / EDO BOYS
2. 「リベンジ宣言!ほえるターボ」
  - BE MY BABE / JILLY
  - REMEMBER ME / LESLIE PARRISH
  - SPARK IN THE DARK / MAN POWER
3. 「ダウンヒルスペシャリスト登場」
  - DON'T STOP THE MUSIC / LOU GRANT
4. 「交流戦突入!」
  - DANCE AROUND THE WORLD / DELTA QUEENS
  - GET ME POWER / MEGA NRG MAN
  - RUNNING IN THE 90'S / MAX COVERI
5. 「決着!ドッグファイト!」
  - HEARTBEAT / NATHALIE
  - Rage your dream / move
  - BREAK THE NIGHT / TOMMY K
  - BACK ON THE ROCKS / MEGA NRG MAN
6. 「新たなる挑戦者」
  - BACK ON THE ROCKS / MEGA NRG MAN
7. 「走り屋のプライド」
  - BACK ON THE ROCKS / MEGA NRG MAN
  - Rage your dream / move
  - SAVE ME / LESLIE PARRISH
8. 「タイムアップ寸前!」
  - MY ONLY STAR / SUSAN BELL
9. 「限界バトル!」
  - Rage your dream / move
  - RUNNING IN THE 90'S / MAX COVERI
  - BACK ON THE ROCKS / MEGA NRG MAN
  - BURNING UP FOR YOU / SARA
10. 「爆裂!5連ヘアピン」
  - HEARTBEAT / NATHALIE
  - LONELY LOVE / SOPHIE
11. 「デンジャラス慎吾登場!」
  - NIGHT FEVER / DAVE RODGERS & MEGA NRG MAN
  - DANCING / VICKY VALE
12. 「FR殺しのデスマッチ!」
  - LOVE & MONEY / ZA-ZA
  - DANCING / VICKY VALE
13. 「イツキの初デート」
  - DANCING / VICKY VALE
  - ROCK IT DOWN / move
14. 「進化するドリフトの天才!」
  - DON'T STAND SO CLOSE / DR.LOVE
  - DANCING QUEEN / KING & QUEEN[注 38]
15. 「拓海・怒涛の激走!」[注 39]
  - I NEED YOUR LOVE / DAVE SIMON
  - World of move / move
  - Rage your dream / move
  - over drive / move
  - See you, my best love / move
16. 「碓氷峠のエンジェル」
  - 未使用
17. 「サドンデス・デスマッチ」
  - MAYBE TONITE / NORMA SHEFFIELD
  - LOVE IS IN DANGER / PRISCILLA
18. 「熱風!激走!碓氷峠」
  - LOST INTO THE NIGHT / ELISA
  - STAY / VICTORIA
  - WINGS OF FIRE / MAKO & SAYUKI[注 40]
19. 「決着!スーパードリフト」
  - EVERYBODY'S WARMING / TENSION
  - WINGS OF FIRE / MAKO & SAYUKI
20. 「ジ・エンド・オブ・サマー」
  - Wanna fly to be wild / move
  - Rage your dream / move
21. 「スーパースターからの挑戦状」
  - SATURDAY NIGHT FEVER / DAVE RODGERS
22. 「激闘!ヒルクライム」
  - LOVE & MONEY / ZA-ZA
  - ONE NIGHT IN ARABIA / GO GO GIRLS[注 41]
23. 「雨のダウンヒルバトル」
  - ROCK IT DOWN / move
  - NIGHT OF FIRE / NIKO
  - past days 〜追憶 / move
  - World of move / move
24. 「赤城の白い彗星!」
  - SAVE ME / LESLIE PARRISH
  - Bust the future wall / move
25. 「決戦!ラストバトル」
  - Bust the future wall / move
  - World of move / move
  - BOOM BOOM JAPAN / DAVE RODGERS
  - BLACK OUT / OVERLOAD
26. 「新ダウンヒル伝説!」（最終話）
  - NIGHT & DAY / MR.GROOVE
  - BEAT OF THE RISING SUN / DAVE RODGERS
  - take me higher / move

その他、使用された楽曲
1. 頭文字D SUPER EURO BATTLE（Vol.1 映像特典）
  - KILLING MY LOVE / LESLIE PARRISH
  - SPACE BOY / DAVE RODGERS
  - NO ONE SLEEP IN TOKYO / EDO BOYS
2. 頭文字D エキサイト バトル スペシャル（1998年10月1日放送）
  - ROCK ME TO THE TOP / DUSTY
  - TAKE ME BACK TO TOKYO / MEGA NRG MAN
  - NUMBER ONE / FASTWAY

#### テレビシリーズ「頭文字D Second Stage」
1. 「掟やぶりのスーパーウェポン!」
  - BURNING DESIRE / MEGA NRG MAN
2. 「ランエボ軍団、秋名出撃!」
  - 100 / DAVE RODGERS
3. 「敗北の予感」
  - MIKADO / DAVE MC LOUD
  - 100 / DAVE RODGERS
  - I LOVE YOU LIKE YOU ARE / VALENTINA
4. 「燃えない勝利」
  - MAKE MY DAY / DERRECK SIMONS
  - TAKE MY SOUL / MICKEY B.
  - EVER AND EVER / QUEEN OF TIMES
5. 「破滅へのカウントダウン」
  - SPEEDY SPEED BOY / MARKO POLO
  - DON'T YOU (FORGET ABOUT MY LOVE) / SOPHIE
6. 「さようならハチロク」
  - GOODBYE YELLOW BRICK ROAD / WAIN L
7. 「赤城バトル 白と黒の閃光!」
  - MAKE MY DAY / DERRECK SIMONS
8. 「そのクルマ 凶暴につき」
  - STATION TO STATION / DERRECK SIMONS
9. 「ニューハチロク誕生」
  - BIG IN JAPAN / ROBERT PATTON
10. 「宣戦布告ハチロクターボ!」
  - 86 / 土屋圭市・石塚運昇[注 42]
11. 「封印は解き放たれた」
  - 未使用
12. 「ハチロク VS ハチロク 魂のバトル」
  - GIMME THE NIGHT / DAVE McLOUD
  - MAKE UP YOUR MIND / WAIN L
13. 「移りゆく季節の中で」（最終話）
  - GRAND PRIX / MEGA NRG MAN
  - DEJA VU / DAVE RODGERS

#### 映画「頭文字D Third Stage」
- FLY TO ME TO THE MOON & BACK / THE SPIDERS FROM MARS
- SPEED LOVER / SPEEDMAN
- KISS ME GOODBYE / MICHAEL BEAT[注 43]
- CRAZY FOR LOVE / DUSTY
- IF YOU WANNA STAY / NORMA SHEFFIELD
- strike on / move
- MAX POWER / DR.LOVE feat. D.ESSEX
- STREET OF FIRE / DAVE McLOUD
- Gamble Rumble / move（オープニングテーマ）
- JIRENMA / Every Little Thing（エンディング）
- THE RACE IS OVER / DAVE RODGERS（エンドロール）

映画の予告で使用された楽曲
- TAKE ME BABY / MICKEY B.
- SPACELOVE / FASTWAY
- NEW LOVE / PRISCILLA
- LIVE IN TOKYO / KELLY WRIGHT

#### OVA「頭文字D Battle Stage」
1. AE86 vs FD3S（オープニングBGM）
  - SUPERSONIC FIRE / ATRIUM
2. AE86 vs FD3S
  - THIS TIME / DERRECK SIMONS
3. AE86 vs R32
  - GOLDEN AGE / MAX COVERI
4. AE86 vs EG6
  - YOU'RE GONNA BE / STARLET
5. AE86 vs SILEIGHTY
  - EMOTIONAL FIRE / DENISE
6. FD3S vs R32
  - GET READY FOR LOVING / BLACK POWER
7. AE86 vs S14
  - 24HOURS A DAY WITH YOU / ACE WARRIOR
8. AE86 vs FC3S
  - JUMPING UP THE NATIONS / TOBY ASH
9. AE86 vs EVO4
  - LOVE KILLER / NANDO
10. AE86 vs EVO3
  - TAKE ME TO THE TOP / D.ESSEX
11. FD3S vs EVO4
  - SHE DEVIL / TRIUMPH
12. FC3S vs EVO3
  - DESTINATION LOVE / BLACK POWER
13. AE86 vs AE86 turbo
  - DOCTOR LOVE / DR.LOVE
14. AE86 vs EVO3
  - KING OF THE NIGHT / THOMAS T.
15. AE86 vs SW20
  - EXPRESS LOVE / MEGA NRG MAN
  - CRAZY FOR YOUR LOVE / MORRIS
16. AE86 vs ST205（CELICA GT-FOUR）
  - DANCIN' IN MY DREAMS / J.STORM Guitar performed by OLAF THORSEN[注 44]
17. AE86 vs FC3S
  - GENERATION / DAVE SIMON
18. エンディングBGM
  - DON'T YOU WANNA BE FREE / WAIN L

#### OVA「頭文字D Extra Stage」
- GET IT ALL RIGHT / Chilu
- DON'T NEED YOU / Chilu
- 蒼い風の中で / 根谷美智子
- IMPACT BLUE / 根谷美智子&かかずゆみ
- NEXT / 根谷美智子&かかずゆみ

#### アニマックスPPV「頭文字D Fourth Stage」
1. 「プロジェクトD」
  - LET'S GO, COME ON / MANUEL
2. 「全開!ダウンヒルバトル」
  - GO BEAT CRAZY / FASTWAY
  - WE'LL SEE HEAVEN / DIGITAL PLANET
3. 「東堂塾最強の男」
  - THE FIRE'S ON ME / SPOCK
4. 「二つのアドバイス」
  - SPEED CAR / D-TEAM
  - REVOLUTION / FASTWAY
5. 「勝利へのスタートライン」
  - GIVE ME YOUR LOVE / dino starr
  - NIGHT TRIP / SylverR
6. 「ブラインド・アタック」
  - DON'T GO BABY / maiko
  - ALL AROUND / Lia
  - SECRET LOVE / Nutty
  - FOREVER YOUNG / SYMBOL
  - SKY HIGH / Lia
7. 「嵐のハチゴーターボ」
  - SUPERTONIC LADY / MEGA NRG MAN[注 45]
  - MIDNIGHT LOVER / DUSTY
8. 「運命のFDバトル」
  - FLY AWAY / DIGITAL PLANET
  - RIGHT NOW / DARK ANGELS
9. 「恭子の告白」
  - POWER OF SOUND / ACE
10. 「埼玉エリア最終兵器」
  - STEEL BLADE / JEAN LOVE
11. 「雨のダウンヒルバトル」
  - TOKYO LIGHTS / ACE
  - DRIVIN' CRAZY / ACE
  - RAISING HELL / FASTWAY
12. 「葛藤のストレート」
  - MOVIN' UP MOVING NOW / JEAN LOVE
  - ON MY WINGS / MANUEL
  - I BELIEVE IN LOVIN' YOU / BRIAN ICE
  - WHAT YOU NEED / MANUEL
13. 「モチベーション」
  - WILD REPUTATION 2005 / DAVE RODGERS[注 46]
  - I WANNA BE THE NIGHT / CHRIS T
14. 「悲しきロンリードライバー」
  - GET THE FUTURE / maiko
15. 「4WDコンプレックス」
  - NO CONTROL / MANUEL
16. 「怒りのヒル・クライム」
  - BLOOD AND FIRE / POWERFUL T.
  - KINGO KING'O BEAT / FASTWAY
  - I JUST WANNA CALL YOU NOW / NORMA SHEFFIELD
17. 「埼玉エリア最終決戦」
  - MISSION IMPOSSIBLE / NICK MANSELL
  - FLY IN THE SKY / KAREN
18. 「ラスト・ドライブ」
  - 円 -MADOKA- / SaGa
19. 「ゴッドフットとゴッドアーム」
  - CITY LOVER CITY RIDER / MATT LAND
20. 「超絶GT-R!」
  - GO GO MONEY (FRIDAY NIGHT Ver.) / NEO
  - BACK ON THE ROCKS / MEGA NRG MAN
  - SO FRAGILE / PAMSY
21. 「ドッグファイト」
  - LOOKA BOMBA / GO 2
  - BACK ON THE ROCKS / MEGA NRG MAN
  - RIDER OF THE SKY / ACE
22. 「ワンハンドステアの魔術」
  - STOP TO GIVE UP / EUROFUNK
23. 「エンドレスバトル」
  - ELDORADO / DAVE RODGERS
  - CHEMICAL LOVE / KEVIN & CHERRY
  - ALL THAT I WANT / MR.M
24. 「終わらない挑戦」（最終話）
  - LUCKY MAN / DAVE RODGERS
  - TAKUMI / NEO
  - Rage your dream / move

#### OVA「頭文字D BATTLE STAGE 2」
1. オープニング
  - INITIAL D Fourth Stage - NON-STOP MEGA MIX with BATTLE DIGEST
2. AE86 vs ROADSTER
  - FOREVER LOVE ME / SYMBOL
3. FD3S vs R34（25GT TURBO）
  - POWER / GO 2
4. AE86 vs EK9
  - TAKE ME FOREVER / DIGITAL PLANET
  - SHOCK OUT / FASTWAY
5. FD3S vs INTEGRA
  - WELCOME PEOPLE / MR.M
  - DON'T STOP THE MUSIC 2006 / LOU GRANT
6. AE86 vs EK9（東堂塾デモカー）
  - SWITCH! / MELISSA WHITE & ACE
  - LET IT BURN / GO 2
7. AE86 vs IMPREZA
  - DISCO FIRE / DAVE RODGERS
8. AE85 vs S15
  - CRAZY & READY / PHIL
  - IDOL / IDOL
9. FD3S（ツインターボ） vs FD3S（シングルタービン）
  - LOVE SHINING / KASANOVA
10. AE86 vs ALTEZZA
  - BE THE ONE / MR.M
11. AE86 vs CAPPUCCINO
  - SUN IN THE RAIN / MANUEL
  - PLAY LOUD / GO 2
12. FD3S vs AE86（レビン・スーパーチャージャー）
  - GETTING THE FEVER / LISA & ACE
  - PROMISED LAND / ANNALISE
13. FD3S（シングルタービン） vs EVO V
  - JUST FOR ME / VIVI
14. AE86 vs EVO VI TME
  - LONELY NIGHT 2006 / HELENA
15. FD3S vs R34（GT-R Vspec II Nur）
  - PRIDE / DAVE
  - LOVE FOR MONEY / MONEY MAN[注 47][注 48]
  - BACK ON THE ROCKS / MEGA NRG MAN
16. AE86 vs S2000
  - LIVE FOR YOU / DAVE SIMON
  - FUTURELAND / ACE

#### OVA「頭文字D Extra Stage 2」
- EVERYBODY'S LOOKING / PAUL HARRIS
- FALLING INTO MY HEART / TERENCE HOLLER
- IT'S MY LIFE / DUSTY
- WINGS OF FIRE / MAKO & SAYUKI

#### アニマックスPPV「頭文字D Fifth Stage」
1. 「運命の出会い」
  - GAS GAS GAS / MANUEL
2. 「新たなる戦場」
  - RUNAWAY / LEO RIVER
3. 「デッド・ライン」
  - I CAN'T STOP LOVIN' YOU / DREAM FIGHTERS
  - FULL METAL CARS / DANIEL
4. 「因縁のリベンジバトル」
  - WHEN THE SUN GOES DOWN / KEN BLAST[注 49]
5. 「藤原ゾーン」
  - CODE:D / IGODA
  - LIMOUSINE / MANUEL
  - ROCKIN' HARDCORE / FASTWAY
6. 「啓介の意地」
  - CRAZY ON EMOTION / ACE
7. 「無（ゼロ）の心」
  - SPEEDY RUNNER / KING & QUEEN
8. 「白い悪魔」
  - I WON'T FALL APART / JAGER
9. 「死神」
  - THE RACE OF THE NIGHT / DAVE RODGERS
10. 「終止符」
  - A PERFECT HERO / CHRIS STANTON
  - ON YOUR WINGS / RICH HARD
11. 「終止符、そして…」
  - WAIT FOR YOU / ACE[注 50]
12. 「ブラザーズ」
  - RAIN / MISTIKA
13. 「想定外バトル」
  - FACE THE RACE / POWERFUL T.[注 51]
  - THE TOP / KEN BLAST
14. 「決着!極限ヒルクライム」（最終話）
  - WHEELPOWER & GO! / DEJO & BON[注 52]

#### アニマックスVOD「頭文字D Final Stage」
1. 「ナチュラル」
  - DANCING ON THE STREET / DAVID DIMA
2. 「最強の敵」
  - MAGIC SUNDAY / DAVE RODGERS feat. FUTURA
  - THE JUNGLE IS ON FIRE / J-STARK
3. 「危険な匂い」
  - Flash Light / IGODA
  - strike on / m.o.v.e
  - 1 FIRE / DAVE RODGERS
4. 「ドリーム」（最終話）
  - CRAZY LITTLE LOVE / NUAGE
  - WILD BOY BAD LOVE / JOE BANANA
  - ADRENALINE / ACE
  - Days / m.o.v.e[注 53]

#### 映画「新劇場版 頭文字D Legend1 -覚醒-」
- Candle Flames / BACKDRAFT SMITHS
- We'll start our race / BACKDRAFT SMITHS
- Avoid / CLUTCHO
- GALAVANIZE / THE VALVES
- 進化論 / 月光グリーン

#### 映画「新劇場版 頭文字D Legend2 -闘走-」
- The Brave (D Version) / BACKDRAFT SMITHS
- Carry on (D Version) / BACKDRAFT SMITHS
- Strobe / CLUTCHO
- NO MATTER / THE VALVES
- MONSTER / 月光グリーン

#### 映画「新劇場版 頭文字D Legend3 -夢現-」
- September's 7th Day (D Version) / BACKDRAFT SMITHS
- Crank It Up / BACKDRAFT SMITHS
- CUrious (D Mix) / BACKDRAFT SMITHS
- The Dependence / BACKDRAFT SMITHS

#### OVA「頭文字D BATTLE STAGE 3」
1. オープニング
2. FD3S vs EVO VII GSR (CT9A)
  - HIT ME / ワイルド
3. AE86 vs ROADSTER RS (NB8C)
  - LASER GUN / JUNGLE BILL
  - SAVING THE WORLD / EUROBEAT GIRLS
4. AE86 vs MR-S (ZZW30)
  - AWAY / MR. M
  - MILLENNIUM / ROBERT PATTON
5. FD3S vs Supra RZ (JZA80)
  - VICTIM OF YOU / MICKEY B.
  - SMOKE ON THE FIRE / P.STONE
6. Fairlady Z (Z33) vs Skyline BNR32(GTR)
  - BACK TO THE RISING SUN / POWERFUL T.
7. FD3S vs Fairlady Z (Z33)
  - BIG BOTHER / FASTWAY
  - THE GAME OF LOVE / VICKY VALE
8. AE86 vs Silvia Spec R Aero (S15)
  - DADDY BOY / SARAH
9. FC3S vs Skyline BNR32(GTR)
  - ETERNITY / DENISE
  - PRISON OF LOVE / THE WONDER GIRLS
  - RAY LIGHT / SPIDER FROM MARS
10. FD3S vs NA1 NSX
  - HOW YEAH / FRANZ TORNADO
  - TAKE ME UP AND HIGHER / LOU LOU MARINA
  - MUSIC IN YOU / DJ FORCE
  - MAYA / PAUL HARRIS & CHERRY
  - EASY GAME / ELENA FERRETTI
11. AE86 Sprinter Trueno vs AE86 Sprinter Trueno
  - POWERNIGHT / ANNIE
  - LOST IN TIME / MIKE DANGER
  - COME BACK TO ME / ANIKA
  - YOUNG & WILD / FASTWAY
  - EUROHERO / NEO
12. エンディングBGM
  - TAKE ME HIGHER 2020 / DAVE RODGERS[注 54]

#### OVA「新劇場版 頭文字D Battle Digest」
1. AE86 vs FD3S（ゲリラ）
  - ANOTHER HERO / DANIEL
2. AE86 vs FD3S
  - 1.2.3.4. FIRE! / FASTWAY
  - SURRENDER MY SOUL / LOLITA
3. FC3S vs R32
  - FAST & FURIOUS HERE WE GO! / MARCUS D.
4. AE86 vs R32
  - BACH IS BACK / DANIEL & CHERRY
  - BLACK OR WHITE / NANDO
  - MY BABY'S GONNA BREAK MY HEART / LESLIE PARRISH
5. AE86 vs EG6
  - YOU TAKE ME TO THE TOP / JEE BEE
  - NIGHT OF A TIGER / MR.MUSIC
6. AE85 vs S13 & 180SX
  - YACCHAA BOI / GARCON
7. AE86 vs S13
  - ROCK ME OR NEVER / KEN LASZLO
8. FC3S（タイムアタック）
  - LONELY INTO THE NIGHT / ALE
9. AE86 vs FC3S
  - PEOPLE FOR PEOPLE / MATT LAND
  - BURN ME UP / NICK MANCELL
10. エンディングBGM
  - AE86 / DAVE RODGERS

### 放送局

#### 第1期
| 放送地域                 | 放送局                  | 放送期間                      | 放送日時                     | 放送系列                | 備考                                        |
| 本放送局（First Stage）  | 本放送局（First Stage） | 本放送局（First Stage）       | 本放送局（First Stage）      | 本放送局（First Stage） | 本放送局（First Stage）                     |
| ------------------------ | ----------------------- | ----------------------------- | ---------------------------- | ----------------------- | ------------------------------------------- |
| 関東広域圏               | フジテレビ（CX）        | 1998年4月19日 - 12月6日       | 日曜 3:20 - 3:50（土曜深夜） | フジテレビ系列          |                                             |
| 宮城県                   | 仙台放送（OX）          |                               |                              | フジテレビ系列          |                                             |
| 山形県                   | さくらんぼテレビ（SAY） |                               |                              | フジテレビ系列          |                                             |
| 福島県                   | 福島テレビ（FTV）       |                               |                              | フジテレビ系列          |                                             |
| 広島県                   | テレビ新広島（TSS）     |                               |                              | フジテレビ系列          |                                             |
| 福岡県                   | テレビ西日本（TNC）     |                               |                              | フジテレビ系列          |                                             |
| 佐賀県                   | サガテレビ（STS）       |                               | 日曜 23:00 - 23:30           | フジテレビ系列          |                                             |
| 京都府                   | KBS京都                 | 1998年 - 1999年3月30日        | 水曜 0:00 - 1:00（火曜深夜） | 独立UHF局               |                                             |
| 本放送後に遅れネットの局 |                         |                               |                              |                         |                                             |
| 近畿広域圏               | 毎日放送（MBS）※        | 2003年9月21日 - 2004年4月18日 | 日曜 1:55 - 2:25（土曜深夜） | TBS系列                 | アニメシャワー枠                            |
| 神奈川県                 | テレビ神奈川（TVK）※    |                               |                              | 独立UHF局               |                                             |
| 香川県・岡山県           | 瀬戸内海放送（KSB）     | 2001年4月 - 9月               | 金曜深夜                     | テレビ朝日系列          |                                             |
| 日本全域                 | アニマックス            |                               |                              | CS放送                  | リピート放送あり、劇場版やOVAも繰り返し放送 |

#### 第2期
| 放送地域                 | 放送局                    | 放送期間                       | 放送日時                     | 放送系列                 | 備考                                        |
| 本放送局（Second Stage） | 本放送局（Second Stage）  | 本放送局（Second Stage）       | 本放送局（Second Stage）     | 本放送局（Second Stage） | 本放送局（Second Stage）                    |
| ------------------------ | ------------------------- | ------------------------------ | ---------------------------- | ------------------------ | ------------------------------------------- |
| 関東広域圏               | フジテレビ                | 1999年10月15日 - 2000年1月21日 | 金曜 1:45 - 2:15（木曜深夜） | フジテレビ系列           |                                             |
| 岩手県                   | 岩手めんこいテレビ（mit） |                                |                              | フジテレビ系列           |                                             |
| 宮城県                   | 仙台放送（OX）            |                                |                              | フジテレビ系列           |                                             |
| 山形県                   | さくらんぼテレビ（SAY）   |                                |                              | フジテレビ系列           |                                             |
| 福島県                   | 福島テレビ（FTV）         |                                |                              | フジテレビ系列           |                                             |
| 広島県                   | テレビ新広島（TSS）       |                                |                              | フジテレビ系列           |                                             |
| 福岡県                   | テレビ西日本（TNC）       |                                |                              | フジテレビ系列           |                                             |
| 佐賀県                   | サガテレビ（STS）         |                                | 日曜 23:00 - 23:30           | フジテレビ系列           |                                             |
| 京都府                   | KBS京都                   |                                | 水曜 0:00 - 1:00（火曜深夜） | 独立UHF局                |                                             |
| 本放送後に遅れネットの局 |                           |                                |                              |                          |                                             |
| 近畿広域圏               | 毎日放送（MBS）※          | 2004年4月25日 - 8月21日        | 日曜 1:55 - 2:25（土曜深夜） | TBS系列                  | 『アニメシャワー』枠                        |
| 神奈川県                 | テレビ神奈川（TVK）※      |                                |                              | 独立UHF局                |                                             |
| 日本全域                 | アニマックス              |                                |                              | CS放送                   | リピート放送あり、劇場版やOVAも繰り返し放送 |

※京都・神奈川エリアにおいては、事実上の再放送となっている。

### 各話リスト
| 話数         | サブタイトル                 | 脚本               | 絵コンテ          | 演出            | 作画監督                            | メカ作画監督 | 放送日          |
| 頭文字D      | 頭文字D                      | 頭文字D            | 頭文字D           | 頭文字D         | 頭文字D                             | 頭文字D      | 頭文字D         |
| ------------ | ---------------------------- | ------------------ | ----------------- | --------------- | ----------------------------------- | ------------ | --------------- |
| ACT.1        | 究極のとうふ屋ドリフト       | 戸田博史           | 三沢伸            | 三沢伸          | 一川孝久                            | N/A          | 1998年 4月18日  |
| ACT.2        | リベンジ宣言! ほえるターボ   | 戸田博史           | 三沢伸            | 工藤進          | 山崎猛                              | N/A          | 4月25日         |
| ACT.3        | ダウンヒルスペシャリスト登場 | 戸田博史           | 葛谷直行          | 葛谷直行        | 一川孝久                            | N/A          | 5月2日          |
| ACT.4        | 交流戦突入!                  | 戸田博史           | 三沢伸            | 小滝礼          | 辻初樹                              | N/A          | 5月9日          |
| ACT.5        | 決着! ドッグファイト!        | 戸田博史           | 三沢伸 工藤進     | 山口美浩        | 山崎猛                              | N/A          | 5月16日         |
| ACT.6        | 新たなる挑戦者               | 岸間信明           | 波多正美          | 波多正美        | 石井邦幸                            | N/A          | 5月23日         |
| ACT.7        | 走り屋のプライド             | 岸間信明           | 湖山禎崇          | 工藤進          | 一川孝久                            | N/A          | 6月13日         |
| ACT.8        | タイムアップ寸前!            | 岸間信明           | 玉野陽美          | 鶴田寛          | 小林一幸 高成雲                     | N/A          | 6月20日         |
| ACT.9        | 限界バトル!                  | 岸間信明           | 葛谷直行          | 山口美浩        | 山崎猛 一川孝久                     | N/A          | 6月27日         |
| ACT.10       | 爆裂! 5連ヘアピン            | 岸間信明           | 小滝礼            | 小滝礼          | 辻初樹                              | N/A          | 7月4日          |
| ACT.11       | デンジャラス慎吾登場!        | 戸田博史           | 池上和誉          | 西本由起夫      | 一川孝久 山崎猛                     | N/A          | 7月11日         |
| ACT.12       | FR殺しのデスマッチ!          | 戸田博史           | 波多正美          | 波多正美        | 石井邦幸                            | N/A          | 8月1日          |
| ACT.13       | イツキの初デート             | 戸田博史           | 牧野行洋          | 山口美浩        | 山崎猛 一川孝久                     | N/A          | 8月8日          |
| ACT.14       | 進化するドリフトの天才!      | 戸田博史           | 真野玲            | 鶴田寛          | 小林一幸 高成雲                     | N/A          | 8月15日         |
| ACT.15       | 拓海・怒涛の激走!            | 戸田博史           | 池上和誉          | 西本由起夫      | 一川孝久 山崎猛                     | N/A          | 8月22日         |
| ACT.16       | 碓氷峠のエンジェル           | 岸間信明           | 小滝礼            | 小滝礼          | 辻初樹                              | N/A          | 8月29日         |
| ACT.17       | サドンデス・デスマッチ       | 岸間信明           | 横田和善          | 横田和善        | N/A                                 | N/A          | 9月12日         |
| ACT.18       | 熱風! 激走! 碓氷峠           | 岸間信明           | 波多正美          | 波多正美        | 石井邦幸                            | N/A          | 9月19日         |
| ACT.19       | 決着! スーパードリフト       | 岸間信明           | 葛谷直行          | 工藤進          | 一川孝久                            | N/A          | 9月26日         |
| ACT.20       | ジ・エンド・オブ・サマー     | 岸間信明           | 佐藤雄三          | 鶴田寛          | 小林一幸 高成雲                     | N/A          | 10月10日        |
| ACT.21       | スーパースターからの挑戦状   | 岸間信明           | 湖山禎崇          | 横田和善        | 一川孝久                            | N/A          | 10月17日        |
| ACT.22       | 激闘! ヒルクライム           | 岸間信明           | 小滝礼            | 小滝礼          | 辻初樹                              | N/A          | 10月24日        |
| ACT.23       | 雨のダウンヒルバトル         | 岸間信明           | 池上和誉          | 工藤進          | 金沢比呂司                          | N/A          | 11月7日         |
| ACT.24       | 赤城の白い彗星!              | 戸田博史           | 波多正美          | 波多正美        | 佐藤正樹                            | N/A          | 11月14日        |
| ACT.25       | 決戦! ラストバトル           | 戸田博史           | 池上和誉          | 池上和誉        | 一川孝久                            | N/A          | 11月28日        |
| ACT.26       | 新ダウンヒル伝説!            | 戸田博史           | 佐藤雄三          | 鶴田寛          | 小林一幸 高成雲                     | N/A          | 12月5日         |
| Second Stage |                              |                    |                   |                 |                                     |              |                 |
| ACT.1        | 掟やぶりのスーパーウェポン   | 戸田博史           | 政木伸一          | 篠幸裕          | つなきあき 佐藤正樹（総作監）       | N/A          | 1999年 10月14日 |
| ACT.2        | ランエボ軍団、秋名出撃!      | 戸田博史           | 羽生尚靖          | 山田雄三        | 丸山宏一 小原渉平（総作監）         | N/A          | 10月21日        |
| ACT.3        | 敗北の予感                   | 岸間信明           | 津田義三          | 津田義三        | 岩井優器                            | N/A          | 10月28日        |
| ACT.4        | 燃えない勝利                 | 岸間信明           | 花井信也          | 花井信也        | 森中正春                            | N/A          | 11月4日         |
| ACT.5        | 破滅へのカウントダウン       | 岸間信明           | 政木伸一          | 篠幸裕          | つなきあき                          | N/A          | 11月11日        |
| ACT.6        | さようならハチロク           | 岸間信明           | 羽生尚靖 政木伸一 | 山田雄三        | 丸山宏一 小原渉平（総作監）         | N/A          | 11月18日        |
| ACT.7        | 赤城バトル 白と黒の閃光!     | 戸田博史           | 津田義三          | 津田義三        | 岩井優器                            | N/A          | 11月25日        |
| ACT.8        | そのクルマ 凶暴につき        | 戸田博史           | 神原敏昭          | 花井信也        | 森中正春                            | N/A          | 12月2日         |
| ACT.9        | ニューハチロク誕生           | 岸間信明           | 政木伸一          | 篠幸裕          | つなきあき                          | N/A          | 12月9日         |
| ACT.10       | 宣戦布告ハチロクターボ!      | 戸田博史           | 松尾衡            | 石田博          | 丸山宏一                            | N/A          | 12月16日        |
| ACT.11       | 封印は解き放たれた…          | 戸田博史           | 津田義三          | 津田義三        | 岩井優器                            | N/A          | 2000年 1月6日   |
| ACT.12       | ハチロクVSハチロク魂のバトル | 岸間信明           | 牛草健            | 花井信也        | 小原渉平                            | N/A          | 1月13日         |
| ACT.13       | 移りゆく季節のなかで         | 岸間信明           | 政木伸一          | 篠幸裕          | つなきあき                          | N/A          | 1月20日         |
| Third Stage  |                              |                    |                   |                 |                                     |              |                 |
| N/A          | N/A                          | 戸田博史、岸間信明 | 影山楙倫          | わたなべひろし  | 香月邦夫、河南正昭、外崎春雄        | N/A          | 2001年 1月13日  |
| Fourth Stage |                              |                    |                   |                 |                                     |              |                 |
| ACT.1        | プロジェクトD                | 岸間信明           | 冨永恒雄          | 江島泰男        | 土方トシオ                          | 近藤イサム   | 2004年 4月16日  |
| ACT.2        | 全開! ダウンヒルバトル       | 岸間信明           | 工藤進            | 工藤進          | 村井孝司                            | 近藤イサム   | 2004年 4月16日  |
| ACT.3        | 東堂塾最強の男               | 岸間信明           | 冨永恒雄          | 中川聡          | 土方トシオ                          | 近藤イサム   | 6月19日         |
| ACT.4        | 二つのアドバイス             | 岸間信明           | 工藤進            | 工藤進          | 香川久                              | 川原智弘     | 6月19日         |
| ACT.5        | 勝利へのスタートライン       | 岸間信明           | 仁賀緑朗          | 三宅雄一郎      | 村井孝司                            | 近藤イサム   | 8月21日         |
| ACT.6        | ブラインド・アタック         | 岸間信明           | 工藤進            | 木村寛          | 土方トシオ                          | 近藤イサム   | 8月21日         |
| ACT.7        | 嵐のハチゴーターボ           | 岸間信明           | 冨永恒雄          | 清水明          | 荒木英樹                            | 近藤イサム   | 10月15日        |
| ACT.8        | 運命のFDバトル               | 岸間信明           | 冨永恒雄          | 木村寛          | 関口雅浩                            | 川原智弘     | 10月15日        |
| ACT.9        | 恭子の告白                   | 岸間信明           | 工藤進            | 中川聡          | 土方トシオ                          | 近藤イサム   | 12月17日        |
| ACT.10       | 埼玉エリア最終兵器           | 岸間信明           | 冨永恒雄          | 清水明          | 荒木英樹                            | 近藤イサム   | 12月17日        |
| ACT.11       | 雨のダウンヒルバトル         | 岸間信明           | 工藤進            | 木村寛          | 土方トシオ                          | 近藤イサム   | 2005年 2月18日  |
| ACT.12       | 葛藤のストレート             | 岸間信明           | 工藤進            | 木村寛          | 羽田浩二                            | 近藤イサム   | 2005年 2月18日  |
| ACT.13       | モチベーション               | 岸間信明           | 木村寛            | 木村寛          | 羽田浩二                            | 横井秀章     | 4月15日         |
| ACT.14       | 悲しきロンリードライバー     | 岸間信明           | 工藤進            | 工藤進          | 小野沢雅子                          | 横井秀章     | 4月15日         |
| ACT.15       | 4WDコンプレックス            | 岸間信明           | 木村寛            | 木村寛          | 三宅雄一郎                          | 横井秀章     | 6月17日         |
| ACT.16       | 怒りのヒル・クライム         | 岸間信明           | 工藤進            | 工藤進          | 羽田浩二                            | 横井秀章     | 6月17日         |
| ACT.17       | 埼玉エリア最終決戦           | 岸間信明           | 冨永恒雄          | 木村寛          | 三宅雄一郎                          | 横井秀章     | 8月19日         |
| ACT.18       | ラスト・ドライブ             | 岸間信明           | 久原謙一          | 久原謙一        | 羽田浩二                            | 横井秀章     | 8月19日         |
| ACT.19       | ゴッドフットとゴッドアーム   | 岸間信明           | 木村寛            | 木村寛          | 片岡康浩                            | 横井秀章     | 10月14日        |
| ACT.20       | 超絶GT-R!                    | 岸間信明           | 冨永恒雄          | 久原謙一        | 羽田浩二                            | 横井秀章     | 10月14日        |
| ACT.21       | ドッグファイト               | 岸間信明           | 工藤進            | 木村寛          | 片岡康浩                            | 横井秀章     | 12月16日        |
| ACT.22       | ワンハンドステアの魔術       | 岸間信明           | 久原謙一 冨永恒雄 | 久原謙一        | 羽田浩二                            | 横井秀章     | 12月16日        |
| ACT.23       | エンドレスバトル             | 岸間信明           | 木村寛            | 木村寛          | 江上夏樹                            | 横井秀章     | 2006年 2月17日  |
| ACT.24       | 終わらない挑戦               | 岸間信明           | 冨永恒雄          | 久原謙一        | 羽田浩二                            | 横井秀章     | 2006年 2月17日  |
| Extra Stage  |                              |                    |                   |                 |                                     |              |                 |
| N/A          | インパクトブルーの彼方に…    | 戸田博史           | 田中穣 長尾聡浩   | 安田賢司        | 田中穣                              | N/A          | 2000年 2月22日  |
| N/A          | センチメンタルホワイト       | 戸田博史           | 田中穣 長尾聡浩   | 安田賢司        | 清水恵蔵（レイアウト） 小林ゆかり   | N/A          | 2月29日         |
| Extra Stage2 |                              |                    |                   |                 |                                     |              |                 |
| N/A          | 旅立ちのグリーン             | 岸間信明           | 冨永恒雄          | 久原謙一 木村寛 | 羽田浩二、村上直樹 横井秀章（メカ） | N/A          | 2008年 10月3日  |
| Fifth Stage  |                              |                    |                   |                 |                                     |              |                 |
| ACT.1        | 運命の出会い                 | 岸間信明           | 橋本みつお        | 松本マサユキ    | 小丸敏之                            | N/A          | 2012年 11月9日  |
| ACT.2        | 新たなる戦場                 | 岸間信明           | 真野玲            | 川西泰二        | Kim yoon jeong                      | N/A          | 2012年 11月9日  |
| ACT.3        | デッド・ライン               | 岸間信明           | 真野玲            | 渡辺周          | 小畑賢                              | N/A          | 12月14日        |
| ACT.4        | 因縁のリベンジバトル         | 岸間信明           | NANAKO            | 関田修          | 菊池陽介                            | N/A          | 12月14日        |
| ACT.5        | 藤原ゾーン                   | 岸間信明           | こでらかつゆき    | 川西泰二        | Kim yoon joung                      | N/A          | 2013年 1月11日  |
| ACT.6        | 啓介の意地（プライド）       | 岸間信明           | 橋本みつお        | 渡部周          | 小畑賢                              | N/A          | 2013年 1月11日  |
| ACT.7        | 無（ゼロ）の心               | 岸間信明           | こでらかつゆき    | 関田修          | 小丸敏之                            | N/A          | 2月8日          |
| ACT.8        | 白い悪魔                     | 岸間信明           | 高橋成世          | 川西泰二        | Kim Yoon Joung                      | N/A          | 2月8日          |
| ACT.9        | 死神                         | 岸間信明           | こでらかつゆき    | 渡部周          | 小畑賢                              | N/A          | 3月8日          |
| ACT.10       | 終止符                       | 岸間信明           | 高橋成世          | 関田修          | 菊池陽介                            | N/A          | 3月8日          |
| ACT.11       | 終止符、そして…              | 岸間信明           | 高橋成世          | 西村大樹        | 青木真理子                          | N/A          | 4月12日         |
| ACT.12       | ブラザーズ                   | 岸間信明           | こでらかつゆき    | 渡部周          | 清水勝祐 西山忍                     | N/A          | 4月12日         |
| ACT.13       | 想定外バトル                 | 岸間信明           | こでらかつゆき    | 関田修          | 菊池陽介                            | N/A          | 5月10日         |
| ACT.14       | 決着!極限ヒルクライム        | 岸間信明           | 橋本みつお        | 西村大樹        | 青木真理子                          | N/A          | 5月10日         |
| Final Stage  |                              |                    |                   |                 |                                     |              |                 |
| ACT.1        | ナチュラル                   | 岸間信明           | 高橋成世          | 西村大樹        | 青木真理子                          | N/A          | 2014年 5月16日  |
| ACT.2        | 最強の敵                     | 岸間信明           | 橋本みつお        | 関田修          | 中村純子 小丸敏之                   | N/A          | 2014年 5月16日  |
| ACT.3        | 危険な匂い                   | 岸間信明           | 高橋成世          | 西村大樹        | 青木真理子                          | N/A          | 6月22日         |
| ACT.4        | ドリーム                     | 岸間信明           | 橋本みつお        | 関田修          | 菊池陽介 中村純子 小丸敏之          | N/A          | 6月22日         |

### 関連商品
| タイトル                                                      | 発売日         | 収録話、枚数    | フォーマット | 規格品番    |
| 頭文字D                                                       | 頭文字D        | 頭文字D         | 頭文字D      | 頭文字D     |
| ------------------------------------------------------------- | -------------- | --------------- | ------------ | ----------- |
| 頭文字D volume 01"vs FD3S"                                    | 1998年12月9日  | ACT.1 - ACT.5   | VHS          | AVVD-90049  |
| 頭文字D volume 02"vs R32"                                     | 1999年1月13日  | ACT.6 - ACT.10  | VHS          | AVVD-90050  |
| 頭文字D volume 03"vs EG6"                                     | 1999年2月10日  | ACT.11 - ACT.15 | VHS          | AVVD-90051  |
| 頭文字D volume.04"vs SILEIGHTY"                               | 1999年3月3日   | ACT.16 - ACT.20 | VHS          | AVVD-90054  |
| 頭文字D volume.05"vs FC3S"                                    | 1999年4月7日   | ACT.21 - ACT.26 | VHS          | AVVD-90055  |
| 頭文字D 最速LD-BOX SET                                        | 1999年9月15日  | 7枚組           | LD           | AVLT-80001  |
| 頭文字D VOL.1                                                 | 2000年3月29日  | ACT.1 - ACT.2   | DVD          | AVBA-14024  |
| 頭文字D VOL.2                                                 | 2000年4月26日  | ACT.3 - ACT.6   | DVD          | AVBA-14040  |
| 頭文字D VOL.3                                                 | 2000年5月31日  | ACT.7 - ACT.10  | DVD          | AVBA-14041  |
| 頭文字D VOL.4                                                 | 2000年6月28日  | ACT.11 - ACT.14 | DVD          | AVBA-14039  |
| 頭文字D VOL.5                                                 | 2000年7月26日  | ACT.15 - ACT.18 | DVD          | AVBA-14050  |
| 頭文字D VOL.6                                                 | 2000年8月30日  | ACT.19 - ACT.22 | DVD          | AVBA-14051  |
| 頭文字D VOL.7                                                 | 2000年9月13日  | ACT.23 - ACT.26 | DVD          | AVBA-14055  |
| 頭文字D DVD BOX                                               | 2001年3月28日  | 8枚組           | DVD          | AVBA-14101  |
| 頭文字D フルスロットル・コレクション First Stage Vol.1        | 2012年12月21日 | 3枚組+CD        | DVD          | AVBA-62028  |
| 頭文字D フルスロットル・コレクション First Stage Vol.2        | 2012年12月21日 | 3枚組+CD        | DVD          | AVBA-62031  |
| 頭文字D Second Stage                                          |                |                 |              |             |
| 頭文字D Second Stage vol.1                                    | 2000年5月10日  | ACT.1 - ACT.3   | VHS          | AVVA-14023  |
| 頭文字D Second Stage vol.1                                    | 2000年10月25日 | ACT.1 - ACT.3   | DVD          | AVBA-14059  |
| 頭文字D Second Stage vol.2                                    | 2000年6月7日   | ACT.5 - ACT.7   | VHS          | AVVA-14028  |
| 頭文字D Second Stage vol.2                                    | 2000年11月29日 | ACT.5 - ACT.7   | DVD          | AVBA-14066  |
| 頭文字D Second Stage vol.3                                    | 2000年7月19日  | ACT.8 - ACT.10  | VHS          | AVVA-14049  |
| 頭文字D Second Stage vol.3                                    | 2000年12月13日 | ACT.8 - ACT.10  | DVD          | AVBA-14082  |
| 頭文字D Second Stage vol.4                                    | 2000年8月2日   | ACT.11 - ACT.13 | VHS          | AVVA-14052  |
| 頭文字D Second Stage vol.4                                    | 2001年1月24日  | ACT.11 - ACT.13 | DVD          | AVBA-14096  |
| 頭文字D COMPLETE BOX2                                         | 2001年2月28日  | 4枚組           | LD           | AVLA-14116  |
| 頭文字D フルスロットル･コレクション Second Stage              | 2013年2月15日  | 3枚組+CD        | DVD          | AVBA-62095  |
| 頭文字D Extra Stage                                           |                |                 |              |             |
| 頭文字D Extra Stage インパクトブルーの彼方に…                 | 2001年2月21日  | 1枚組           | VHS          | AVVA-14120  |
| 頭文字D Extra Stage インパクトブルーの彼方に…                 | 2001年3月22日  | 1枚組           | DVD          | AVBA-14115  |
| 頭文字D Extra Stage 2 旅立ちのグリーン                        | 2008年12月5日  | 1枚組           | DVD          | AVBA-26992  |
| 頭文字D Extra Stage BOX                                       | 2008年12月5日  | 2枚組           | DVD          | AVBA-29001  |
| 頭文字D Battle Stage                                          |                |                 |              |             |
| 頭文字D Battle Stage                                          | 2000年12月13日 | 1枚組           | DVD          | AVBA-14113  |
| 頭文字D Battle Stage                                          | 2002年5月15日  | 1枚組           | DVD          | AVBA-14365  |
| 劇場版 頭文字D Third Stage                                    |                |                 |              |             |
| INITIAL D THE MOVE SPECIAL BOX                                | 2001年8月29日  | 2本組           | VHS          | AVVA-14198  |
| 劇場版 頭文字D Third Stage                                    | 2001年8月29日  | 2本組           | DVD          | AVBA-14194  |
| 劇場版 頭文字D Third Stage                                    | 2002年8月16日  | 1枚組           | DVD          | AVBA-14424  |
| 頭文字D Fourth Stage                                          |                |                 |              |             |
| 頭文字D Fourth Stage VOL.1                                    | 2004年6月16日  | ACT.1 - ACT.2   | DVD          | AVBA-14969  |
| 頭文字D Fourth Stage VOL.2                                    | 2004年8月18日  | ACT.3 - ACT.4   | DVD          | AVBA-14992  |
| 頭文字D Fourth Stage VOL.3                                    | 2004年10月20日 | ACT.5 - ACT.6   | DVD          | AVBA-14993  |
| 頭文字D Fourth Stage VOL.4                                    | 2004年12月15日 | ACT.7 - ACT.8   | DVD          | AVBA-14994  |
| 頭文字D Fourth Stage VOL.5                                    | 2005年2月16日  | ACT.9 - ACT.10  | DVD          | AVBA-14995  |
| 頭文字D Fourth Stage VOL.6                                    | 2005年4月20日  | ACT.11 - ACT.12 | DVD          | AVBA-14996  |
| 頭文字D Fourth Stage VOL.7                                    | 2005年6月15日  | ACT.13 - ACT.14 | DVD          | AVBA-14997  |
| 頭文字D Fourth Stage VOL.8                                    | 2005年8月17日  | ACT.15 - ACT.16 | DVD          | AVBA-22308  |
| 頭文字D Fourth Stage VOL.9                                    | 2005年10月19日 | ACT.17- ACT.18  | DVD          | AVBA-22309  |
| 頭文字D Fourth Stage VOL.10                                   | 2005年12月21日 | ACT.19 - ACT.20 | DVD          | AVBA-22310  |
| 頭文字D Fourth Stage VOL.11                                   | 2006年2月15日  | ACT.21 - ACT.22 | DVD          | AVBA-22311  |
| 頭文字D Fourth Stage VOL.12                                   | 2006年4月19日  | ACT.23 - ACT.24 | DVD          | AVBA-22670  |
| 頭文字D Fourth Stage DVD-BOX                                  | 2007年3月14日  | 13枚組          | DVD          | AVBA-26201  |
| 頭文字D フルスロットル･コレクション Fourth Stage Vol.1        | 2013年4月19日  | 2枚組+CD        | DVD          | AVBA-62100  |
| 頭文字D フルスロットル･コレクション Fourth Stage Vol.2        | 2013年4月19日  | 3枚組+CD        | DVD          | AVBA-62102  |
| 頭文字D Fifth Stage                                           |                |                 |              |             |
| 頭文字D Fifth Stage Vol.1                                     | 2013年1月11日  | ACT.1 - ACT.2   | DVD          | AVBA-62034  |
| 頭文字D Fifth Stage Vol.2                                     | 2013年2月8日   | ACT.3 - ACT.4   | DVD          | AVBA-62173  |
| 頭文字D Fifth Stage Vol.3                                     | 2013年3月8日   | ACT.5 - ACT.6   | DVD          | AVBA-62174  |
| 頭文字D Fifth Stage Vol.4                                     | 2013年4月12日  | ACT.7 - ACT.8   | DVD          | AVBA-62270  |
| 頭文字D Fifth Stage Vol.5                                     | 2013年5月10日  | ACT.9 - ACT.10  | DVD          | AVBA-62317  |
| 頭文字D Fifth Stage Vol.6                                     | 2013年6月14日  | ACT.11 - ACT.12 | DVD          | AVBA-62378  |
| 頭文字D Fifth Stage Vol.7                                     | 2013年7月12日  | ACT.13 - ACT.14 | DVD          | AVBA-62450  |
| 頭文字D Final Stage                                           |                |                 |              |             |
| 頭文字D Final Stage vol.1                                     | 2014年6月13日  | ACT.1 - ACT.2   | DVD          | AVBA-74323  |
| 頭文字D Final Stage vol.2                                     | 2014年7月11日  | ACT.3 - ACT.4   | DVD          | AVBA-74324  |
| 複数シリーズ                                                  |                |                 |              |             |
| 頭文字D Second Stage DVD-BOX２                                | 2002年1月1日   | 5枚組           | DVD          | AVBA-14251  |
| 頭文字D SUPER COMPLETE BOX                                    | 2003年12月25日 | 14枚組+8CD      | DVD          | AVBA-14821B |
| 頭文字D フルスロットル･コレクション Third Stage & Extra Stage | 2013年2月15日  | 2枚組+CD        | DVD          | AVBA-62098  |
| 頭文字D Premium Blu-ray BOX Pit1                              | 2014年2月21日  | 6枚組+3CD       | Blu-ray      | AVXA-74153  |
| 頭文字D Premium Blu-ray BOX Pit2                              | 2014年3月21日  | 7枚組+3CD       | Blu-ray      | AVXA-74159  |
| 頭文字D Premium Blu-ray BOX Pit3                              | 2015年3月20日  | 5枚組+CD        | Blu-ray      | EYXA-10337B |
| 頭文字D Memorial Blu-ray Collection Vol.1                     | 2019年2月1日   | 6枚組           | Blu-ray      | EYXA-12187  |
| 頭文字D Memorial Blu-ray Collection Vol.2                     | 2019年2月1日   | 7枚組           | Blu-ray      | EYXA-12193  |
| 頭文字D Memorial Blu-ray Collection Vol.3                     | 2019年2月1日   | 5枚組           | Blu-ray      | EYXA-12200  |
| 新劇場版                                                      |                |                 |              |             |
| 新劇場版 頭文字D Legend1 -覚醒-＜初回限定版＞                 | 2014年12月26日 | 1枚組           | Blu-ray      | EYXA-10261  |
| 新劇場版 頭文字D Legend1 -覚醒-＜通常版＞                     | 2014年12月26日 | 1枚組           | Blu-ray      | EYXA-10262  |
| 新劇場版 頭文字D Legend2 -闘走-＜数量限定生産デラックス版＞   | 2015年11月4日  | 1枚組           | Blu-ray      | EYXA-10631  |
| 新劇場版 頭文字D Legend2 -闘走-＜初回限定版＞                 | 2015年11月4日  | 1枚組           | Blu-ray      | EYXA-10632  |
| 新劇場版 頭文字D Legend2 -闘走-＜通常版＞                     | 2015年11月4日  | 1枚組           | Blu-ray      | EYXA-10633  |
| 新劇場版 頭文字D Legend3 -夢現-＜初回限定版＞                 | 2016年6月17日  | 1枚組           | Blu-ray      | EYXA-10994  |
| 新劇場版 頭文字D Legend3 -夢現-＜通常版＞                     | 2016年6月17日  | 1枚組           | Blu-ray      | EYXA-10995  |
| 新劇場版 頭文字D Blu-ray Collection                           | 2019年3月1日   | 3枚組           | Blu-ray      | EYXA-12205  |
| 新劇場版 頭文字D BATTLE DIGEST                                | 2022年1月7日   | 1枚組+CD        | Blu-ray      | EYXA-13580B |

## メディア展開

### 音楽CD
INITIAL D VOCAL BATTLE（1999年3月25日、AVCT-15000）
1. SPACE BOY〜NO ONE SLEEP IN TOKYO〈TAKUMIX〉（D.RODGERS、EDO BOYS、藤原拓海：三木眞一郎）
2. DON'T STOP THE MUSIC（高橋啓介：関智一）
3. BACK ON THE ROCKS（中里毅：檜山修之）
4. NIGHT FEVER（武内樹：岩田光央）
5. DON'T STAND SO CLOSE（庄司慎吾：藤原啓治）
6. MAY BE TONITE（真子：根谷美智子、沙雪：かかずゆみ）
7. BLACK OUT（高橋涼介：子安武人）
8. 奇蹟の薔薇（高橋兄弟：子安武人、関智一）
9. Rage your dream〈lover's mix〉（池谷浩一郎：矢尾一樹、佐藤真子：根谷美智子）
10. around the world〈D.RODGERS mix〉（三木眞一郎、川澄綾子）
11. xxx（茂木なつき：川澄綾子）

### ドラマCD
- 『頭文字D 番外編 女流最速伝説 インパクトブルーの彼方に…』1999年5月12日発売。
- 『頭文字D 番外編 ロンリードライバー伝説』1999年9月15日発売。
- 『頭文字D 番外編 ドリキン青春グラフティー』1999年10月27日発売。
- 『頭文字D 番外編 黒い稲妻・新たなる不敗伝説』1999年12月8日発売。

### タイピングソフト
本作を元にした、パソコン用タイピング練習ソフトシリーズ。

### ビデオゲーム
本作を元にしたアーケードゲーム・家庭用ゲームシリーズ。
- 公道最速伝説 頭文字D（1998年6月18日発売）

セガサターン用ソフト。発売は講談社、開発は元気。ジャンルはレースゲーム。
- 頭文字D（1999年1月7日発売）

プレイステーション用ソフト。発売は講談社、開発はJAM。ジャンルはレースゲーム。
テーマソングはシャ乱Qのたいせーが担当。

### 携帯型ゲーム
本作を元にした、携帯型ゲーム機の用ソフト。
- 頭文字D外伝（1998年3月6日発売）

ゲームボーイ用ソフト。発売は講談社。ジャンルはレースゲーム。
主人公は武内樹。拓海をはじめとするライバルと対戦するパラレルストーリーで、AE85以外の車種も選ぶことが可能。
- 頭文字D Another Stage（2002年4月26日発売[229]）

ゲームボーイアドバンス用ソフト。発売はサミー。ジャンルはコマンド選択式レースゲーム。
- 頭文字D パーフェクトシフト ONLINE（2014年4月2日配信開始～2015年6月30日オンラインサービス終了）

ニンテンドー3DS用ソフト。基本プレイが無料、アイテム課金制。

### ネイティブアプリ
本作を元にした、携帯電話用アプリ。レースゲームが主だが、『頭文字D カルトクイズ 基礎知識編』（制作および配信日不明）も扱った。いずれも配信は終了している。
講談社と、ナツメによる配信。
- 頭文字D VS.高橋涼介編（配信日不明[230]）
- 頭文字D VS.高橋啓介編（2003年4月16日配信開始[231]）
- 頭文字D スタンドアローン版(原作コミック第1章ver.)
  - 頭文字D 3Dバトル/3Dバトルplus（2004年4月1日配信開始[232][233]）
  - 頭文字D 2 sigin（2005年5月16日配信開始[234]）
  - 頭文字D 3 Restore（2006年5月27日配信開始[235]）
- 頭文字D AceStories（2008年11月25日配信開始[236]）

講談社と、スペースアウトによる配信。
- 頭文字D ドリフトバトル（2003年6月13日配信開始[237]）
- 頭文字D ドリフトバトル ｽﾍﾟｼｬﾙ版（2003年9月19日配信開始[238]）
- 頭文字D ドリフトバトル2（2004年2月6日配信開始[239]）
- 頭文字D -PROJECT D-（2004年4月23日配信開始[240]）
- 頭文字D 3D（2004年10月5日配信開始[241]）
- 頭文字D 4（2005年1月19日配信開始[242]）

講談社と、プレミアムエージェンシーによる配信。
- 頭文字D 3D BATTLE STAGE（Mobage（iOS版2013年12月20日配信開始[243]）

### ソーシャルゲーム
いずれも配信は終了している。
バタフライによる配信。
- 頭文字D（Mobage（2011年5月2日配信開始[244]、Android版2011年7月29日配信開始[245]、iOS版2011年8月5日配信開始[246]）

講談社と、プレミアムエージェンシーによる配信。
- 頭文字D 公道最速バトル（Yahoo!モバゲー（2013年12月20日配信開始[243]）

### Webラジオ
頭文字D Radio Stage
2012年11月10日から2013年5月26日まで、音泉、HiBiKi Radio Stationで毎月10日、26日に配信されていたラジオ番組。パーソナリティは、三木眞一郎（藤原拓海 役）、織田千穂。

### プロモーション映像
2022年、トヨタ・GR86のプロモーション映像企画「GR86 FASTERCLASS」の一環として、拓海が運転するAE86トレノと、土屋圭市が運転するGR86が対決するショートアニメが制作された。本人役として土屋圭市も声優として参加している。アメリカで制作されたプロモーション映像であるため、土屋のGR86は左ハンドル仕様となっている。

### パチスロ
パチスロ頭文字D
2021年1月より導入。新劇場版および原作第一部をベースにしたパチスロ機｡
Sammyより発売された6号機のA+AT機。スキール音など音源にこだわり、実際にサーキットで収録を行いメイキング映像も公開されている。
しかしながら権利上の問題によりAE86を含め、登場する車両は全て架空の車両となっている。
声優は主に新劇場版のキャスティング、キャラクターデザインには新劇場版頭文字Dで作画監督を務めた横山愛が起用されている。
収録曲は新劇場版での主な楽曲と歴代の頭文字Dで使われたEUROBEATの楽曲の一部が収録。

### パチンコ
P・頭文字D
2022年5月より導入｡アニメのベースはパチスロ頭文字Dとほぼ同様｡
Sammyより発売された｡
声優は主に新劇場版のキャスティングとなってる。
収録曲は新劇場版での主な楽曲とTVシリーズで使われたOP楽曲に歴代の頭文字Dで使われたEUROBEATの楽曲の一部が収録。

## 実写版
『インファナル・アフェア』シリーズのスタッフ陣を中心に実写映画化され、キャストには香港および台湾、日本などアジア各地の若手俳優が起用された。撮影は全て日本で行われ、新潟県の弥彦山スカイラインや群馬県渋川市がその舞台となっている。2005年6月に香港などで公開された後、日本（ギャガ配給）では2005年9月17日から新宿ミラノ他全国で公開された。

## 日本国外での展開
- 大韓民国では2003年よりケーブルテレビ局のXTMで放送された。第1期のみ人名・地名が韓国風[注 70]に変更された韓国語吹替版が制作された。第2期以降は字幕での放送となっている。2017年にはトゥーニバースで字幕版が再放送された。
- アメリカ合衆国では2002年にTOKYOPOPより英語吹き替え版が制作された。登場人物の名前が変更されている[注 71]ほか、ユーロビートが削除されている。2010年代にはファニメーションよりTVアニメ第1期から第4期、新劇場版、Extra Stageの吹替版が制作された。TOKYOPOP版と違い、こちらは日本語版に忠実な構成となっている。